# Tội ác chiến tranh trong cuộc xâm lược Ukraina của Nga

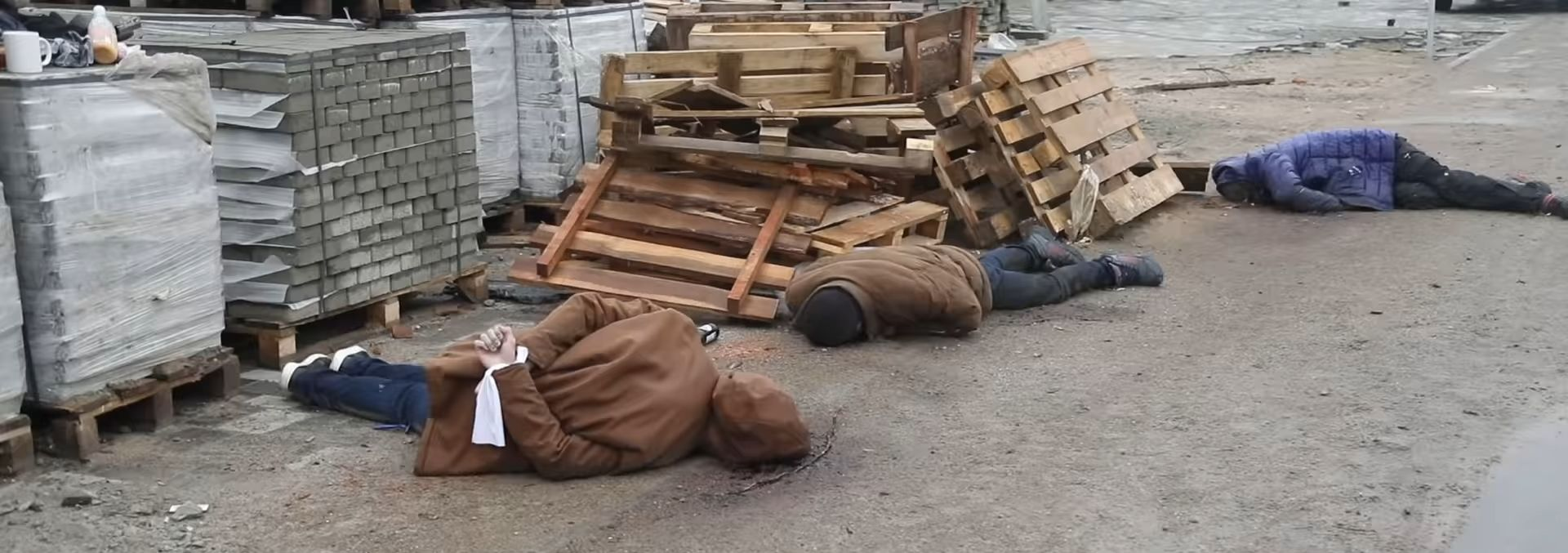
Các thi thể trong trang phục dân sự, được Ukraine tuyên bố là bị bắn bởi binh sĩ Nga, nằm trên một con phố ở Bucha. Tay của một trong số họ bị trói sau lưng. 3 tháng 4 năm 2022

Trong cuộc xâm lược Ukraina của Nga năm 2022, chính quyền và lực lượng vũ trang Nga đã bị Ukraina (và những nước hậu thuẫn họ) cáo buộc phạm tội ác chiến tranh khi thực hiện cả các cuộc tấn công có chủ đích nhằm vào các mục tiêu dân sự  và các cuộc tấn công bừa bãi vào các khu vực đông dân cư.  Quân đội Nga bị cáo buộc đã khiến dân thường bị tổn hại không cần thiết và không cân xứng bằng cách sử dụng bom, đạn chùm - một loại vũ khí bị 110 quốc gia cấm  vì nguy hiểm trước mắt và lâu dài đối với dân thường  - và bằng cách bắn các loại vũ khí nổ khác với hiệu ứng diện rộng như bom thả từ trên không, tên lửa, đạn pháo hạng nặng và dàn tên lửa phóng ra hàng loạt.  Kết quả của các cuộc tấn công của lực lượng Nga là làm hư hại hoặc phá hủy các tòa nhà dân sự bao gồm nhà ở, bệnh viện, trường học, nhà trẻ,  nhà máy điện hạt nhân,  tòa nhà lịch sử và nhà thờ.  Theo các chuyên gia luật quốc tế, có bằng chứng chỉ ra việc Nga cố tình nhắm vào các bệnh viện Ukraine trên khắp đất nước.
Tính đến ngày 28 tháng 4, các cuộc tấn công đã dẫn đến cái chết của ít nhất 2.829 thường dân và gây thương tích ít nhất 3.180. 
Sau khi Nga rút khỏi các khu vực phía bắc Kyiv, tờ báo The Guardian (Anh quốc) cho rằng có nhiều bằng chứng về tội hiếp dâm, tra tấn và giết người của các lực lượng Nga đối với thường dân.  Có những cáo buộc hàng ngàn thường dân từ Mariupol do Nga chiếm bị bắt buộc di cư đến Nga,  bao gồm cả trẻ em,  bạo lực tình dục có hệ thống và rộng lớn. và cố tình giết thường dân Ukraine bởi các thành viên của lực lượng Nga.  Vào cuối tháng 3, các lực lượng Ukraine đã chiếm lại thị trấn Bucha, nằm ở phía bắc Kyiv. Sau đó, họ tuyên bố phát hiện bằng chứng từ một vụ thảm sát do quân đội Nga gây ra, bao gồm tra tấn và giết người có chủ ý thường dân.  Theo cảnh sát Kyiv, hơn 900 thi thể dân thường đã được tìm thấy ở khu vực Kyiv sau khi lực lượng Nga rút lui, hầu hết trong số họ đã bị xử tử,  và cơ quan giám sát nhân quyền của Liên Hợp Quốc ở Ukraine đã ghi nhận sự giết chóc bất hợp pháp của 50 thường dân - chủ yếu là đàn ông , nhưng cũng có phụ nữ và trẻ em - ở Bucha.  Trong tháng đầu tiên của cuộc xâm lược, cơ quan giám sát cũng đã ghi nhận việc giam giữ tùy tiện ở các lãnh thổ do Nga chiếm đóng các nhà báo, nhà hoạt động, quan chức chính quyền và công chức. 
Vào ngày 2 tháng 3, công tố viên của Tòa án Hình sự Quốc tế (ICC) đã mở một cuộc điều tra đầy đủ về các cáo buộc trong quá khứ và hiện tại về tội ác chiến tranh, tội ác chống lại loài người hoặc diệt chủng ở Ukraine bởi bất kỳ người nào từ ngày 21 tháng 11 năm 2013 trở đi, thiết lập một phương pháp trực tuyến cho những người có bằng chứng có thể bắt đầu liên lạc với các nhà điều tra và đã gửi một nhóm các nhà điều tra, luật sư và các chuyên gia khác đến Ukraine để bắt đầu thu thập bằng chứng.  Cả Ukraine và Nga đều không phải là thành viên của Quy chế Rome, cơ sở pháp lý của ICC, nhưng Ukraine đã chấp nhận quyền tài phán của ICC bằng cách ký vào năm 2013 và 2014 hai tuyên bố về hiệu ứng đó.  Hai cơ quan quốc tế độc lập khác cũng đang điều tra các vi phạm nhân quyền và luật nhân đạo quốc tế trong khu vực: Ủy ban điều tra quốc tế về Ukraine, được thành lập bởi Hội đồng Nhân quyền Liên Hợp Quốc vào ngày 4 tháng 3 năm 2022 và Phái bộ Giám sát Nhân quyền Liên Hợp Quốc tại Ukraine, được triển khai bởi Văn phòng Cao ủy Nhân quyền Liên Hợp Quốc (OHCHR). Nhóm sau bắt đầu giám sát các vi phạm nhân quyền của tất cả các bên trong năm 2014 và sử dụng gần 60 giám sát viên nhân quyền của Liên Hợp Quốc. Vào cuối tháng 3, Tổng công tố Ukraine Iryna Venediktova tuyên bố rằng các công tố viên Ukraine đã thu thập bằng chứng cho 2500 vụ án chiến tranh có thể xảy ra "và" hàng trăm nghi phạm. "  Vào ngày 7 tháng 4 năm 2022, Liên Hợp Quốc đã đình chỉ hoạt động của Nga ở Hội đồng Nhân quyền Liên Hợp Quốc. 

## Các cuộc tấn công bừa bãi và tấn công vào các mục tiêu dân sự

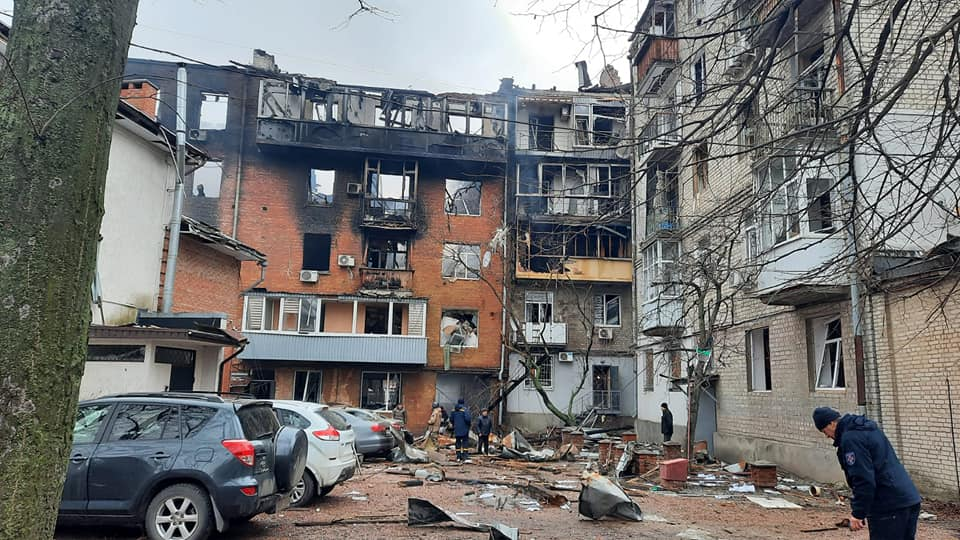
Các tòa nhà dân cư bị pháo kích ở tỉnh Kharkiv

Theo các tổ chức nhân quyền và cơ quan giám sát nhân quyền của Liên Hợp Quốc ở Ukraine, cuộc xâm lược Ukraine đã được thực hiện thông qua các cuộc tấn công bừa bãi vào các cơ sở dân sự như nhà ở, bệnh viện, trường học và mẫu giáo. 
Vào ngày 25 tháng 2, Tổ chức Ân xá Quốc tế tuyên bố rằng các lực lượng Nga đã "thể hiện sự coi thường trắng trợn đối với cuộc sống dân sự bằng cách sử dụng tên lửa đạn đạo và các vũ khí nổ khác với các hiệu ứng diện tích rộng ở các khu vực đông dân cư". Ngoài ra, Nga đã tuyên bố sai lầm chỉ sử dụng vũ khí hướng dẫn chính xác. Tổ chức Ân xá Quốc tế cho biết vào ngày 25 tháng 2 rằng các cuộc tấn công vào Vuhledar, Kharkiv và Uman, có khả năng cấu thành tội ác chiến tranh.  Thủ tướng Ukraine Denys Shmyhal tuyên bố vào ngày 26 tháng 2 rằng Nga đang phạm tội chiến tranh. 
Pháo binh Nga pháo kích vào một khu dân cư dày đặc của Mariupol trong gần 15 giờ vào ngày 1 và 2 tháng 3, gây ra sự hủy diệt đáng kể. Phó Thị trưởng Sergei Orlov báo cáo rằng "ít nhất hàng trăm người đã chết." 
[5] [6]
Một tuyên bố ngày 3 tháng 3 của Văn phòng Cao ủy Liên hợp quốc cho biết rằng cơ quan này đã ghi nhận ít nhất 1006 thương vong dân sự trong tuần đầu tiên của cuộc xâm lược, nhưng nó tin rằng "các số liệu thực sự cao hơn đáng kể." 
Tổ chức Y tế Thế giới đã công bố một tuyên bố vào ngày 6 tháng 3, nói rằng họ có bằng chứng cho thấy nhiều trung tâm chăm sóc sức khỏe ở Ukraine đã bị tấn công và Tổng giám đốc Tedros Adhanom Ghebreyesus lưu ý rằng, "tấn công các cơ sở chăm sóc sức khỏe hoặc nhân viên vi phạm trung lập y tế và vi phạm Luật nhân đạo quốc tế."
Vào ngày 24 tháng 3, Tổ chức Ân xá Quốc tế đã cáo buộc Nga đã nhiều lần vi phạm luật nhân đạo quốc tế trong tháng đầu tiên của cuộc xâm lược bằng cách tiến hành các cuộc tấn công bừa bãi, bao gồm các cuộc tấn công trực tiếp vào các mục tiêu dân sự. Theo Tổ chức Ân xá Quốc tế, các báo cáo và cảnh quay video được xác minh cho thấy nhiều cuộc tấn công vào bệnh viện và trường học, và việc sử dụng vũ khí nổ không chính xác và vũ khí bị cấm như bom cụm. 
Mặc dù không gợi ý rằng Ukraine chịu trách nhiệm về thương vong dân sự, các nhà hoạt động nhân quyền và các chuyên gia luật nhân đạo quốc tế nói với Washington Post rằng "chiến lược của Ukraine về việc đặt các thiết bị quân sự nặng nề và các công sự khác trong các khu vực dân sự có thể làm suy yếu các nỗ lực của phương Tây và Ukraine bắt Nga phải chịu trách nhiệm tội ác chiến tranh có thể xảy ra". 

### Sử dụng đạn chùm
Các báo cáo về việc sử dụng đạn chùm đã gây lo ngại về số lượng lớn thương vong dân sự ngay lập tức và mối nguy hiểm lâu dài của đạn chưa nổ.  Cả Liên bang Nga và Ukraine đều không phê chuẩn Công ước năm 2008 về đạn chùm,  nhưng việc sử dụng đạn chùm ở các khu vực dân cư có thể được coi là không tương thích với các nguyên tắc của luật nhân đạo quốc tế cấm các cuộc tấn công bừa bãi và không tương xứng. 
Vụ tấn công Vuhledar lúc 10:30 (UTC) vào ngày 24 tháng 2, là kết quả của một tên lửa Tochka 9m79, đã rơi xuống bên cạnh bệnh viện và giết chết bốn thường dân. Tổ chức Ân xá Quốc tế mô tả phân tích của họ là "bằng chứng không thể chối cãi về các vi phạm luật nhân đạo quốc tế và luật nhân quyền quốc tế" của các lực lượng Nga. Tổ chức Theo dõi Nhân quyền (HRW) nhận thấy rằng cuộc tấn công vào Bệnh viện Vuhledar đã sử dụng bom chùm 9N123. 9N123 chứa năm mươi bom thứ cấp 9N24, mỗi bom này lại tung ra 316 bom nhỏ. HRW dựa trên phân tích của mình qualiên lạc với bệnh viện và chính quyền thành phố và nhiều bằng chứng nhiếp ảnh. HRW kêu gọi các lực lượng Nga ngừng thực hiện "các cuộc tấn công bất hợp pháp bằng vũ khí giết người và gây thương tật một cách bừa bãi."  Phát ngôn viên báo chí của Liên bang Nga, Dmitry Peskov, đã phủ nhận việc Nga dùng bom chùm, nói rằng loại đạn dược này được sử dụng bởi các lực lượng vũ trang của Ukraine. 
Vào ngày 27 tháng 2, Tổ chức Ân xá Quốc tế tuyên bố rằng họ đã phân tích bằng chứng cho thấy đạn dược của Nga từ một tên lửa Uragan BM-27 220 mm đã tấn công một trường mầm non ở Okhtyrka, nơi dân thường đang trú ẩn vào ngày 25 tháng 2, giết chết ba người, bao gồm một đứa trẻ. Phim máy bay không người lái (UAV) cho thấy mái của trường mầm non bị trúng 4 hỏa tiễn, ba trên sân bên cạnh trường học, hai thường dân bị thương hoặc đã chết và những vũng máu. Tổ chức Ân xá Quốc tế đã phân tích 65 bức ảnh và video về sự kiện này và phỏng vấn cư dân địa phương.  Bellingcat tuyên bố rằng phần còn lại của tên lửa 9M27K đã được tìm thấy cách mẫu giáo 200 mét về phía đông. Các lực lượng Nga được đặt ở phía tây Okhtyrka. Tổ chức Ân xá Quốc tế mô tả loại tên lửa là "không được hướng dẫn và nổi tiếng là không chính xác", và mô tả vụ tấn công là một tội ác chiến tranh tiềm ẩn cần được điều tra. 
Vào ngày 4 tháng 3, Tổ chức Theo dõi Nhân quyền đã báo cáo rằng vào ngày 28 tháng 2, các lực lượng Nga đã bắn đạn chùm vào ít nhất ba khu dân cư ở Kharkiv, giết chết ít nhất ba thường dân.  Vào ngày 18 tháng 3, số lượng thường dân bị giết ở Kharkiv đã vượt quá 450 do hậu quả của việc sử dụng đạn chùmvà vũ khí nổ ở các khu vực đông dân cư của thành phố.  Các loại đạn chùm cũng đã được sử dụng nhiều lần pháo vào Mykolaiv trong các cuộc tấn công riêng biệt vào ngày 7, 11 và 13 tháng 3, gây thương vong dân sự và phá hủy rộng rãi các cơ sở phi quân sự. 
Vào ngày 6 hoặc 7 tháng 3, các lực lượng Ukraine đã bắn tên lửa đạn chùm vào làng Husarivka do Nga kiểm soát, cách Kharkiv 60 dặm về phía nam, theo The New York Times. 

### Làm gián đoạn hành lang nhân đạo

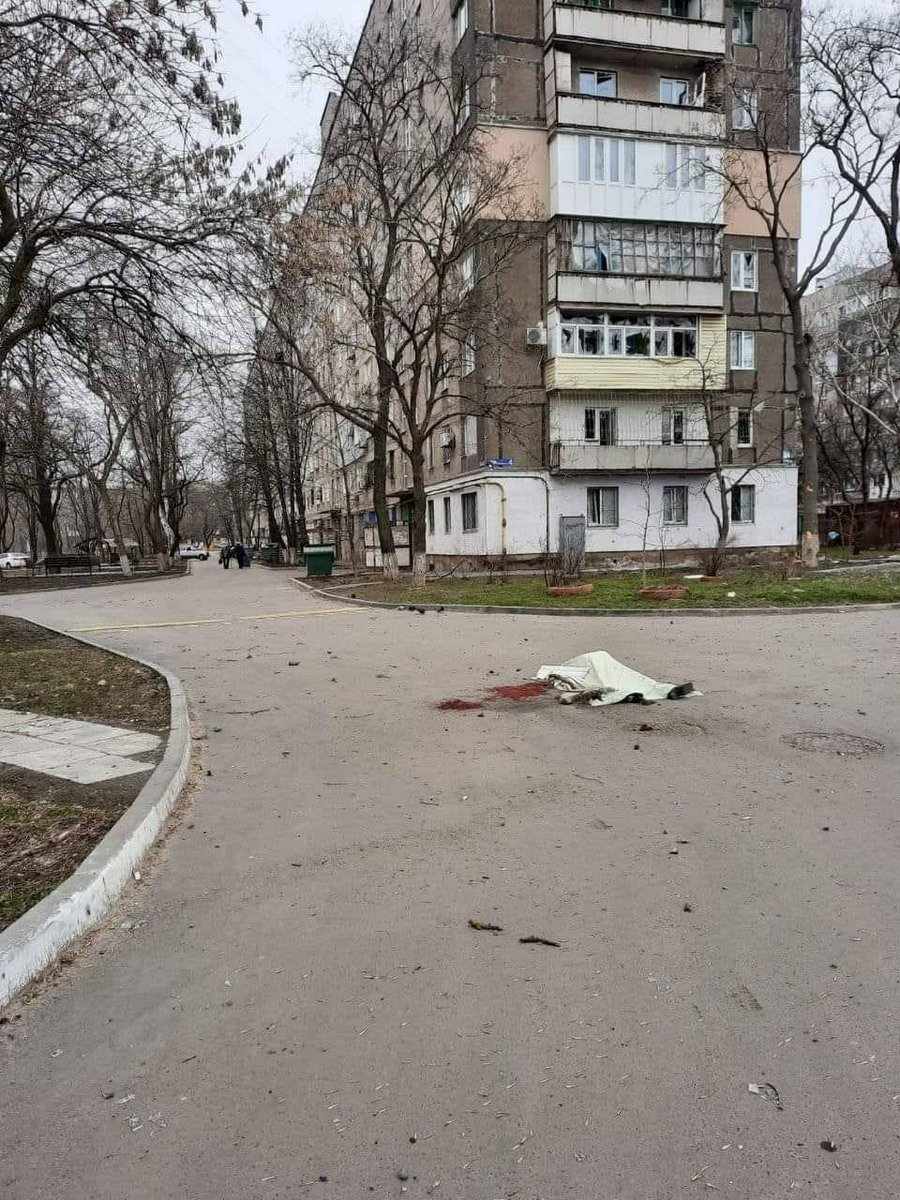
Dân thường Ukraine bị giết bởi pháo kích Nga ở Mariupol.

Trong cuộc vây hãm Mariupol, một số nỗ lực để thiết lập một hành lang sơ tán nhân đạo để di tản dân thường khỏi thành phố đã được thực hiện, nhưng đã thất bại do hành lang bị lực lượng Nga bắn vào.  Vào ngày 5 tháng 3, một lệnh ngừng bắn kéo dài năm giờ đã được tuyên bố, nhưng việc sơ tán đã nhanh chóng bị dừng lại sau khi pháo kích tiếp tục trong thời gian tuyên bố.  Ngày hôm sau, Ủy ban Hội Chữ thập đỏ (ICRC) quốc tế tuyên bố rằng một nỗ lực thứ hai để thiết lập một hành lang sơ tán đã thất bại.  Vào ngày 7 tháng 3, ICRC đã thông báo rằng họ đã phát hiện ra rằng một trong những tuyến đường được liệt kê để sơ tán trong vụ ngừng bắn đã bị đặt mìn. 

### Nhắm vào các nhà máy điện hạt nhân
Vào lúc 11:28 tối giờ địa phương vào ngày 3 tháng 3 năm 2022, một đoàn xe gồm 10 xe bọc thép của Nga và hai xe tăng thận trọng tiếp cận nhà máy điện hạt nhân Zaporizhzhia, nhà máy lớn nhất châu Âu.  Vào lúc 12:48 sáng ngày 4 tháng 3 các lực lượng Ukraine bắn tên lửa chống xe tăng và lực lượng Nga đã phản ứng với nhiều loại vũ khí khác nhau, bao gồm súng phóng tên lửa.  Trong khoảng hai giờ chiến đấu dữ dội, một đám cháy đã bùng phát trong một cơ sở huấn luyện bên ngoài khu phức hợp chính, được dập tắt trước 6:20 sáng,  mặc dù các phần khác xung quanh nhà máy chịu nhiều thiệt hại.  Tối hôm đó, Đại sứ quán Kyiv ở Hoa Kỳ đã mô tả cuộc tấn công của nhà máy điện hạt nhân Zaporizhzhia là một tội ác chiến tranh,  tuy nhiên Bộ Ngoại giao Hoa Kỳ đã nhanh chóng không công nhận tuyên bố này sau khi nghiên cứu các trường hợp của cuộc tấn công  và Lầu năm góc từ chối mô tả vụ tấn công là một tội ác chiến tranh.  Cùng ngày, Tổng thống Ukraine Volodymyr Zelenskyy đã buộc tội Tổng thống Nga Vladimir Putin phạm phải "khủng bố hạt nhân" bằng cách ra lệnh tấn công nhà máy  và các cơ quan quản lý Ukraine tuyên bố rằng các lực lượng Nga đã bắn đại bác vào nhà máy, làm cháy cơ sở huấn luyện.  Đại sứ Nga tại Liên Hợp Quốc trả lời rằng các lực lượng Nga đã bị những "kẻ phá hoại" Ukraine từ cơ sở đào tạo bắn ra, và chính họ đã đốt cháy khi họ rời đi.  Cuối ngày hôm đó, Tổng giám đốc của Cơ quan Năng lượng Nguyên tử Quốc tế đã xác nhận rằng các hệ thống an toàn của các nhà máy đã không bị ảnh hưởng và không có vật liệu phóng xạ nào thoát ra, tuy nhiên ông "... quan tâm nghiêm trọng về tình hình tại nhà máy năng lượng hạt nhân lớn nhất của Ukraine. Ưu tiên chính là đảm bảo sự an toàn và an ninh của nhà máy, nguồn cung cấp điện của nó và những người vận hành nó ". 
Các cuộc tấn công vào các cơ sở điện hạt nhân chủ yếu được quy định bởi Điều 56 của Nghị định thư I bổ sung cho các Công ước Geneva,  cấm các cuộc tấn công chống lại các nhà máy điện hạt nhân dân sự.  Theo các học giả quốc tế:
- Vụ tấn công Nga có thể vi phạm Điều 56 [65] nhưng có lẽ không cấu thành tội ác chiến tranh; [66]
- Các lực lượng Ukraine khởi xướng hành động bắn các tên lửa chống xe tăng có thể đã vi phạm phần phòng ngừa thụ động của Điều 56, đoạn 5. [66]

### Tấn công vào các tài sản văn hóa
Việc sử dụng vũ khí nổ với các hiệu ứng khu vực rộng đã làm dấy lên mối lo ngại về các di tích lịch sử, các tác phẩm nghệ thuật, nhà thờ và các tài sản văn hóa khác ở cận đó.  Các lực lượng Nga đã làm hư hại hoặc phá hủy Bảo tàng Nghệ thuật Kuindzhi ở Mariupol, rạp chiếu bóng Shchors thời Liên Xô và Thư viện Phục hưng Gothic ở Chernihiv,  Khu phức hợp tưởng niệm Holocaust Baby Yar ở Kyiv,  Tòa nhà Slovo thời Liên Xô  và Tòa nhà chính quyền khu vực ở Kharkiv, một nhà thờ gỗ thế kỷ 19 ở Vizivka, Vùng Zhytomyr,  và Bảo tàng Lịch sử và Lịch sử Địa phương ở Ivankiv.  Vào ngày 1 tháng 4, UNESCO tuyên bố rằng ít nhất 53 địa điểm lịch sử, tòa nhà tôn giáo và bảo tàng của Ukraine được xác nhận là chịu thiệt hại trong cuộc xâm lược của Nga.
Tài sản văn hóa được bảo vệ đặc biệt theo luật nhân đạo quốc tế. Nghị định thư I của Công ước Geneva và Công ước Hague để bảo vệ tài sản văn hóa trong trường hợp xung đột vũ trang (ràng buộc đối với cả Ukraine và Nga) cấm các quốc gia sử dụng các di tích lịch sử để hỗ trợ cho nỗ lực quân sự và làm cho chúng trở thành đối tượng của hành vi thù địch hoặc trả thù.   Giao thức II của Công ước Hague cho phép các cuộc tấn công vào tài sản văn hóa trong trường hợp "sự cần thiết quân sự bắt buộc" với điều kiện là không có sự thay thế khả thi. Tuy nhiên Giao thức II không áp dụng trong trường hợp này, vì chỉ Ukraine là thành viên và nó chỉ áp dụng giữa các thành viên.  Các cuộc tấn công chống lại di sản văn hóa được xem là tội ác chiến tranh và có thể bị truy tố trước Tòa án Hình sự Quốc tế. 

### Các cuộc tấn công vào bệnh viện và cơ sở chăm sóc y tế

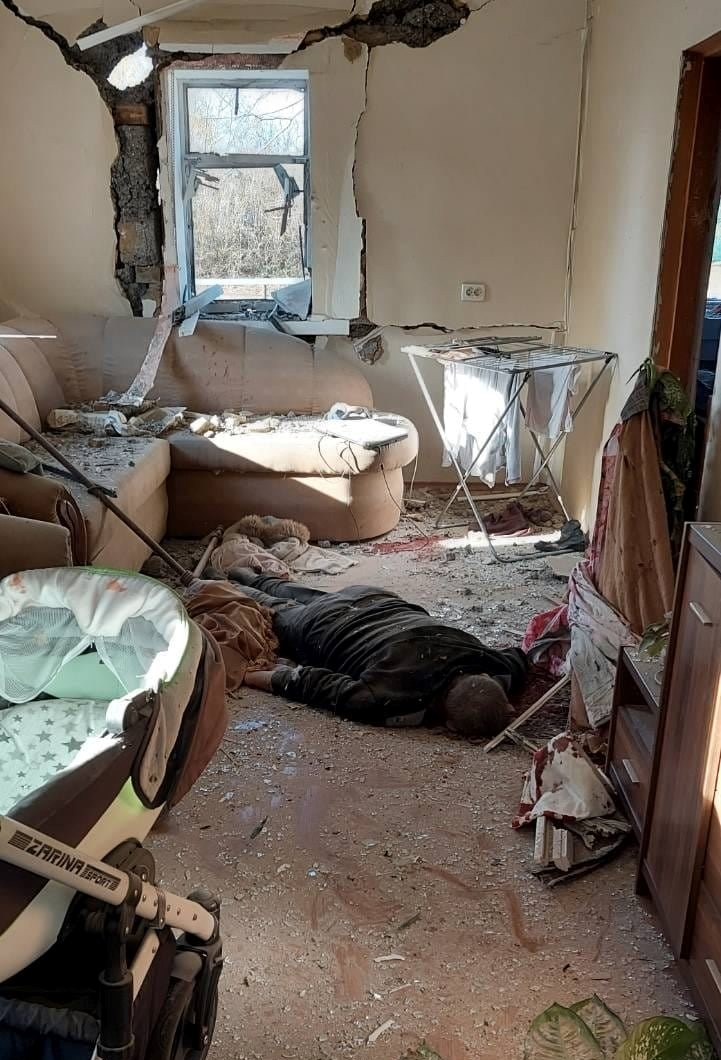
Ảnh được phân phối bởi Bộ Nội vụ Ukraine có ý định cho thấy một thường dân Ukraine bị giết trong vụ đánh bom Nga của Nga vào Chernihiv

Tính đến ngày 26 tháng 3, Phái đoàn Giám sát Nhân quyền Liên Hợp Quốc tại Ukraine đã xác minh 74 cuộc tấn công vào các cơ sở y tế, 61 trong số đó nằm trong khu vực do chính phủ kiểm soát (ví dụ: các cuộc tấn công trên không vào các bệnh viện ở Izium, Mariupol, Ovruch, Volnovakha và Vuhledar) 9 cơ sở được kiểm soát bởi các nhóm vũ trang liên kết Nga và bốn trong các khu định cư tranh chấp. Sáu trung tâm chu sinh, bệnh viện hộ sinh và mười bệnh viện trẻ em đã bị tấn công, dẫn đến việc phá hủy hoàn toàn hai bệnh viện trẻ em và một bệnh viện chu sinh. 
Vào ngày 24 tháng 2, một loại đạn chùm đã bùng nổ tại Bệnh viện Thành phố Trung tâm ở Vuhledar, giết chết ít nhất bốn thường dân và làm bị thương 10, gây thiệt hại cho xe cứu thương và bệnh viện.  Vào ngày 8 tháng 3, Bệnh viện Trung ương mới được tân trang lại ở Izium, phía nam Kharkiv, đã bị phá hủy, sau đó vào ngày 11 tháng 3 là một cuộc tấn công đến một bệnh viện tâm thần của cùng một thành phố. Vào ngày 9 tháng 3, một cuộc không kích của Nga đã phá hủy Bệnh viện Mariupol số 3, nơi rõ ràng có thể được xác định là đối tượng dân sự, dẫn đến thương tích cho 17 thường dân, một trong số đó là một phụ nữ ở giai đoạn cuối của thai kỳ; Cả cô và đứa con chưa sinh của mình đều không sống sót. 
Vào ngày 30 tháng 3, Tổ chức Y tế Thế giới (WHO) đã báo cáo rằng đã có 82 cuộc tấn công được xác minh của Nga vào các cơ sở chăm sóc y tế ở Ukraine - bao gồm các cuộc tấn công vào các cơ sở chăm sóc sức khỏe, bệnh nhân và nhân viên chăm sóc sức khỏe - kể từ ngày 24 tháng 2. WHO uớc tính ít nhất 72 người thiệt mạng và 43 người bị thương trong các cuộc tấn công này.  Đến ngày 8 tháng 4, ƯHO xác nhận 91 cuộc tấn công. 

## Các khu vực bị tấn công bừa bãi

### Tỉnh Donetsk
Vào ngày 24 tháng 2, các lực lượng vũ trang Nga, làm việc cùng với phiến quân thân Nga, đã bao vây thành phố cảng Mariupol, dẫn đến thương vong nặng nề khi nguồn cung cấp bị cắt đứt khỏi người dân địa phương. 

#### Ném bom nhà hát Mariupol
Vào ngày 16 tháng 3, Ukraine tuyên bố lực lượng vũ trang Nga đã ném bom Nhà hát Kịch khu vực Donetsk ở Mariupol, Ukraine, được sử dụng như một nơi trú ẩn tránh bom; Chính quyền Ukraine tuyên bố nó chứa tới 1.200 thường dân trong cuộc bao vây Mariupol.  Nhà hát đã bị phá hủy phần lớn trong vụ tấn công, mà chính quyền Ukraine mô tả là một tội ác chiến tranh.  Số liệu thương vong hiện không được biết đến; Chính quyền Ukraine tuyên bố rằng nhiều người đã bị mắc kẹt dưới đống đổ nát của nhà hát bị sụp đổ sau cuộc tấn công, nhưng pháo kích đang diễn ra trong khu vực làm phức tạp những nỗ lực cấp cứu. 
Nhà hát này là một trong những di sản và văn hóa của Ukraine, họ cho rằng các lực lượng Nga đã cố tình nhắm vào và phá hủy nhà hát Hình ảnh vệ tinh của nhà hát được chụp vào ngày 14 tháng 3 cho thấy từ "Trẻ em" được viết bằng tiếng Nga ở hai địa điểm bên ngoài nhà hát trong nỗ lực xác định nó với lực lượng Nga rằng đó là một nơi trú ẩn bom đạn dân sự có trẻ em và không phải là mục tiêu quân sự.  Các quan chức của Hội đồng thành phố Mariupol tuyên bố rằng nhà hát là nơi trú ẩn bom đạn lớn nhất trong thành phố, và tại thời điểm xảy ra vụ tấn công, nó chỉ chứa phụ nữ và trẻ em. 
Đáp lại những lời chỉ trích, Nga đã cáo buộc Tiểu đoàn Azov do Ukraine hậu thuẫn về việc thực hiện gài bom đánh sập nhà hát, mà không cung cấp bất kỳ bằng chứng nào. 

#### Không kích bệnh viện Mariupol
Vào ngày 9 tháng 3, các lực lượng Nga đã ném bom một bệnh viện thai sản và trẻ em ở Mariupol.  Một số nguồn ở Mariupol báo cáo rằng bệnh viện có thể xác định được rõ ràng và đang hoạt động tại thời điểm nó bị tấn công.  Bệnh viện đã bị phá hủy,  và mười bảy thường dân, bao gồm cả trẻ em và phụ nữ mang thai, bị thương. Một phụ nữ mang thai đã chết cùng em bé vì bị chấn thương trong vụ tấn công.  Tổng thống Ukraine Volodymyr Zelenskyy gọi vụ đánh bom bệnh viện thai sản là "diệt chủng",  Bộ trưởng Bộ Ngoại giao Dmytro Kuleba gọi đó là "tội ác chiến tranh đáng kinh sợ",  và Thủ tướng Anh Boris Johnson mô tả nó là "Đồi bại". 
Bức ảnh của một phụ nữ mang thai nằm trên cáng, được những nhân viên cấp cứu mang qua sân bị ném bom,  lưu hành trên khắp thế giới trên internet và trên các tờ báo. Người phụ nữ giấu tên đã được chuyển đến một bệnh viện khác và vào ngày 13 tháng 3 qua đời sau khi đứa con của cô bị chết non; Cô đã bị nhiều vết thương trong vụ đánh bom, bao gồm cả xương chậu bị nghiền nát và hông bị tách ra, góp phần vào việc đứa con của cô chết non.  Các bác sĩ đã phải giải phẫu dưới ánh đèn cầy. 
Một phụ nữ mang thai khác chụp ảnh trong vụ đánh bom, Marianna Vyshegirskaya, một blogger nổi tiếng ở Mariupol, đã sinh ra một cô con gái vào ngày hôm sau.  Vishegirskaya trở thành mục tiêu của một chiến dịch thông tin giả bắt đầu xuất phát trên Telegram Nga và được lặp lại trong một tweet từ Đại sứ quán Nga ở Anh.  Đại sứ quán Nga tuyên bố rằng Vishegirskaya là một nữ diễn viên "trang điểm tốt" và hậu quả của cuộc tấn công đã được dàn cảnh.  Lý thuyết âm mưu đó đã được chứng minh là sai và Twitter đã lấy xuống bài đăng của Đại sứ quán, nhưng tin tức giả đã lan rộng trên các phương tiện truyền thông và blog xã hội thân Nga. 

#### Pháo kích hàng loạt vào các khu dân cư ở Mariupol
Vào ngày 2 tháng 3, Phó Thị trưởng Sergiy Orlov đã báo cáo rằng pháo binh Nga đã nhắm vào một khu dân cư đông đúc của Mariupol, pháo kích vào nó trong gần 15 giờ. Ông nói rằng một khu dân cư đông dân cư trên bờ trái của thành phố đã "gần như bị phá hủy hoàn toàn".  Thành phố bị cắt đứt điện, thực phẩm, khí đốt và nước. Một bé gái 6 tuổi được báo cáo là đã chết vì mất nước dưới tàn tích nhà của bé ấy ở Mariupol vào ngày 8 tháng 3.  Hình ảnh vệ tinh của Mariupol được chụp vào buổi sáng ngày 9 tháng 3 bởi Maxar Technologies, một nhà thầu cho quân đội Hoa Kỳ, cho thấy "thiệt hại lớn" đối với các căn hộ cao tầng, nhà ở, cửa hàng tạp hóa và cơ sở hạ tầng dân sự khác. Điều này được xác định bằng cách so sánh ảnh trước và sau.  Hội đồng Mariupol đã đưa ra một tuyên bố rằng thiệt hại cho thành phố là "rất lớn". Người ta ước tính rằng khoảng 80% đến 90% cơ sở hạ tầng của thành phố đã bị hư hại đáng kể do pháo kích, trong đó gần 30% đã bị phá hủy không còn sửa chữa được nữa.  Báo cáo từ Mariupol, phóng viên của Reuters, Pavel Klimov nói rằng "tất cả xung quanh là những vỏ đạn đen thùi."  trước những ngôi nhà ở khối tháp.  
Vào ngày 16 tháng 3, BBC News tường thuật rằng, các cuộc tấn công gần như liên tục của Nga đã biến các khu dân cư thành "một hoang địa."  Cùng ngày họ tường thuật rằng, họ đã thu được cảnh quay từ máy bay không người lái cho thấy "một mức độ thiệt hại lớn, với lửa và khói bốc ra từ các khu chung cư và những con đường đen thùi với những đống đổ nát. "  Một cư dân thành phố nói với BBC rằng" ở khu vực bờ trái, không có tòa nhà dân cư nào còn nguyên vẹn, tất cả đều bị thiêu rụi xuống tận đất. " Ở bên bờ trái có một khu dân cư đông dân.  Bà cũng nói rằng trung tâm thành phố là "không thể nhận ra được nữa."  Cùng ngày, Viện Nghiên cứu Chiến tranh (ISW) báo cáo rằng các lực lượng Nga tiếp tục phạm tội chiến tranh ở Mariupol bao gồm "nhắm vào cơ sở hạ tầng dân sự." 
Vào ngày 18 tháng 3, Sky News từ Vương quốc Anh đã mô tả, cả một video trên không và dưới đất cho thấy "sự hủy diệt tận thế ở Mariupol."   Sky News cũng tường thuật rằng, họ đã xác minh vị trí của cả hai video cho các khu dân cư bị phá hủy của Mariupol, cũng bao gồm một số tài sản thương mại.  Cũng vào ngày 18 tháng 3, Trung tướng Jim Hockenhull, trưởng tình báo quốc phòng cho Vương quốc Anh (Anh), đã mô tả "dân thường ở Mariupol vẫn tiếp tục bị nhắm vào".  Chính quyền Ukraine tuyên bố rằng khoảng 90% các tòa nhà ở Mariupol hiện đã bị hư hại hoặc bị phá hủy.  Cùng ngày, Sky News từ Vương quốc Anh cho biết các video cho thấy "các khu vực dân sự bị đánh bom không thể nhận ra được nữa."  Sky News cũng trích dẫn Hội Chữ thập đỏ khi mô tả "sự hủy diệt tận thế ở Mariupol."   Một sĩ quan cảnh sát Ukraine ở Mariupol đã làm một video trong đó anh ta nói "Trẻ em, người già đang chết. Thành phố bị phá hủy và nó bị xóa khỏi bề mặt trái đất." Video được xác thực bởi Associated Press. 
Tính tới ngày 20 tháng 3, chính quyền địa phương ước tính rằng ít nhất 2.300 người đã thiệt mạng trong cuộc bao vây.
Vào ngày 20 tháng 3 năm 2022, chính quyền Ukraine loan báo rằng, quân đội Nga đã ném bom trường nghệ thuật số 12 tại Mariupol, nơi chính quyền Ukraine tuyên bố khoảng 400 người đang trú ẩn tránh các trận chiến và các cuộc đánh bom vào thành phố. 
Chính phủ Mariupol cho biết vào ngày 28 tháng 3 rằng 90% tất cả các tòa nhà ở Mariupol đã bị hư hại do pháo kích, với 40% tất cả các cấu trúc bên trong thành phố bị phá hủy.  Các số liệu thống kê được công bố cũng tính rằng 90% các bệnh viện của Mariupol đã bị hư hại, và 23 trường học và 28 trường mẫu giáo đã bị phá hủy bởi pháo kích của Nga. 
Đến ngày 18 tháng 4, các quan chức Ukraine ước tính rằng ít nhất 95% Mariupol đã bị phá hủy trong cuộc chiến, phần lớn là kết quả của các chiến dịch ném bom của Nga.  Các quan chức thành phố báo cáo rằng có tới 20.000 dân thường đã bị giết.  Cùng ngày, thị trưởng của thành phố đã báo cáo rằng khoảng 21.000 dân thường đã bị giết. 

#### Tấn công tên lửa và pháo kích vào Donetsk
Vào ngày 14 tháng 3, một tên lửa OTR-21 Tochka được bắn vào thành phố Donetsk, mà một cuộc điều tra của Nga cho biết đã giết chết 23 thường dân địa phương. Nga và DPR nói rằng tên lửa đã được các lực lượng vũ trang Ukraine phóng vào và cáo buộc Ukraine phạm tội ác chiến tranh; Chính phủ Ukraine đã phủ nhận lời buộc tội này, tuyên bố tên lửa đã được các lực lượng vũ trang Nga phóng ra như một phần của hoạt động cờ giả. 
Vào ngày 25 tháng 3, bộ phận giám sát nhân quyền của Liên Hợp Quốc ở Ukraine đã tuyên bố rằng họ đang xem xét các cáo buộc về pháo kích bừa bãi của các lực lượng vũ trang Ukraine ở Donetsk và trong các lãnh thổ khác được kiểm soát bởi các nước cộng hòa tự xưng của Donetsk và Luhansk. 

#### Đột kích tên lửa vào ga xe lửa Kramatorsk
Vào ngày 8 tháng 4, một tên lửa Tochka được bắn vào một nhà ga đường sắt ở Kramatorsk, nơi có tới 4.000 dân thường, chủ yếu là phụ nữ và trẻ em, đang chờ để sơ tán khỏi thành phố. Các quan chức Ukraine cáo buộc Nga thực hiện vụ tấn công, và tuyên bố rằng từ 98 đến 300 thường dân bị thương trong cuộc pháo kích và ít nhất 50 người thiệt mạng, trong đó có 5 trẻ em;  Số lượng thương vong cuối cùng là 60 thường dân bị giết, bao gồm bảy người con và 111 người bị thương.  Bộ Quốc phòng Nga đã bác bỏ các cáo buộc, nói rằng tên lửa Tochka-U chỉ được quân đội Ukraine sử dụng.  Tuy nhiên, các nhà phân tích nói rằng hình ảnh và video trên phương tiện truyền thông xã hội dường như cho thấy Nga sử dụng tên lửa này.

### Tỉnh Chernihiv

#### Ném bom vào Chernihiv
Vào ngày 3 tháng 3, các lực lượng Nga đã phá hủy hai trường học và một số khu chung cư ở Chernihiv, giết chết 47 thường dân.  Vào ngày 16 tháng 3 năm 2022, một cuộc tấn công của Nga đã giết chết 14 thường dân ở Chernihiv. Hầu hết trong số họ đang đứng xếp hàng tại một cửa hàng thực phẩm chờ mua bánh mì, khi một cuộc không kích của Nga với tám quả bom không có hệ thống hướng dẫn đã tấn công họ. Tổ chức Ân xá Quốc tế đã không xác định được bất kỳ mục tiêu quân sự nào gần địa điểm của vụ tấn công.   Hành động này được Tổ chức Ân xá Quốc tế coi là tội ác chiến tranh. Matilda Bogner, người đứng đầu Phái đoàn Giám sát Nhân quyền Liên Hợp Quốc ở Ukraine, tuyên bố rằng vụ đánh bom đã vi phạm các nguyên tắc phân biệt, tỷ lệ, quy tắc về các biện pháp phòng ngừa khả thi và cấm các cuộc tấn công bừa bãi. 

### Tỉnh Kyiv

#### Pháo kích Irpin
Vào ngày 6 tháng 3 năm 2022, từ 9:30 sáng đến 2 giờ chiều, các lực lượng vũ trang Nga liên tục pháo kích một giao lộ ở Irpin mà hàng trăm thường dân đang sử dụng để chạy về Kyiv, trong khi các lực lượng Ukraine đã bắn súng cối vào lực lượng Nga từ vị trí quân sự cách ngã tư khoảng 180 mét.  Tổ chức Theo dõi Nhân quyền cáo buộc Quân đội Nga thực hiện một cuộc tấn công bừa bãi và không cân xứng.  Đó là một phần của cuộc tấn công vào Irpin. Tám thường dân đã thiệt mạng,  including two children killed by a mortar strike. bao gồm hai đứa trẻ bị giết bởi một cuộc tấn công bằng súng cối. 

#### Thả bom Kyiv

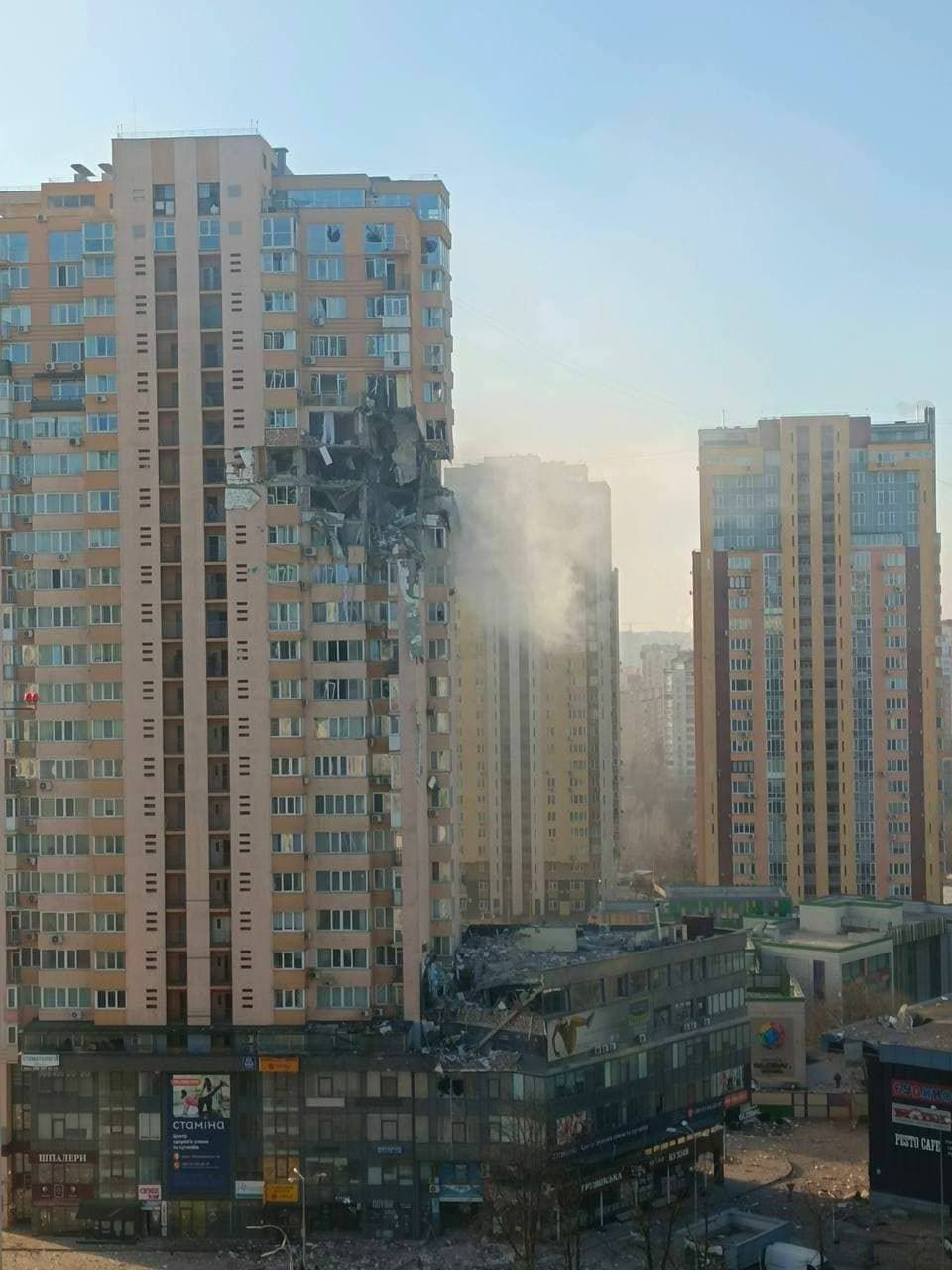
Tòa nhà dân cư ở Kyiv sau khi bị tên lửa tấn công, ngày 26 tháng 2 năm 2022.

Thủ đô Kyiv của Ukraine, một thành phố có khoảng ba triệu người, là một trong những mục tiêu của các cuộc không kích của Nga.  Mẫu giáo và trại trẻ mồ côi cũng bị pháo kích vào. 

#### Thả bom Borodianka
Khi các lực lượng Nga chiến đấu bên trong và gần Kyiv, Borodianka, nằm trên một con đường quan trọng về mặt chiến lược,  trở thành mục tiêu bởi nhiều cuộc không kích của Nga.  Hầu hết các tòa nhà trong thị trấn đã bị phá hủy,  bao gồm hầu hết tất cả các con đường chính của nó.  Bom của Nga tấn công các trung tâm của các tòa nhà và khiến chúng sụp đổ trong khi các khung vẫn đứng.  Oleksiy Reznikov, Bộ trưởng Bộ Quốc phòng, cho biết nhiều cư dân đã bị chôn vùi bởi những cuộc không kích và nằm chết ở đó cả một tuần. Ông nói thêm rằng những người tới giúp họ đã bị lính Nga bắn vào. 
Một số cư dân đã trốn trong hang động trong 38 ngày.  Vào ngày 26 tháng 3 năm 2022, Nga, bị đẩy lùi khỏi Kyiv, dần dần rút khỏi khu vực để tập trung vào Donbas.  Thị trưởng của Borodianka nói rằng khi đoàn xe Nga di chuyển qua thị trấn, những người lính Nga đã bắn qua mọi cửa sổ mở. Ông ước tính ít nhất 200 người chết.  Chỉ có vài trăm cư dân ở lại Borodianka vào thời điểm người Nga rút lui, với khoảng 90% cư dân đã bỏ trốn,  và một con số chưa biết chết trong các đống đổ nát.  Quân đội Nga rút lui đã đặt mìn trên khắp thị trấn. 

#### Pháo kích vào Bucha
Các cuộc điều tra pháp y của Ukraine về vụ thảm sát Bucha tiết lộ rằng hàng chục thường dân đã bị giết bởi phi tiêu kim loại ("Fléchettes") thuộc loại được sử dụng bởi quân đội Nga. Các thi thể từ vùng Bucha-Irpin cho thấy các tổn thương từ các vật thể nhỏ giống như móng tay có trong đạn đại bác xe tăng hoặc súng.
Theo các nhân chứng, pháo binh Nga đã bắn đạn pháo phát ra fléchettes vài ngày trước khi rút lui khỏi khu vực vào cuối tháng 3. Mặc dù Fléchettes không bị cấm theo luật pháp quốc tế, việc sử dụng chúng trong khu dân cư có thể đủ điều kiện là tội ác chiến tranh của một cuộc tấn công bừa bãi.  Người phát ngôn của Lực lượng Bộ binh Ukraine tuyên bố rằng quân đội Ukraine không sử dụng đạn pháo với Fléchettes. 

### Tỉnh Sumy

#### Thả bom Sumy
Vào buổi tối và suốt đêm ngày 7 tháng 3, các lực lượng Nga thực hiện một cuộc không kích vào khu dân cư của Sumy. Khoảng 22 người đã thiệt mạng, trong đó có ba đứa trẻ.  Theo hướng dẫn thủ tục của Văn phòng Công tố viên tỉnh Sumy, các thủ tục tố tụng hình sự đã được hoàn thành cho việc vi phạm luật pháp và phong tục chiến tranh. 
Vào ngày 21 tháng 3 năm 2022 trong Trận chiến Sumy, một cuộc không kích của Nga đã làm hỏng một trong những bồn chứa amoniac tại một nhà máy phân bón Sumykhimprom nằm ở vùng ngoại ô của Sumy, làm ô nhiễm vùng đất trong bán kính 2,5 km bao gồm các làng Novoslytsya và Verkhny Syrovatka.  Bộ Quốc phòng Nga tuyên bố rằng những người theo chủ nghĩa dân tộc Ukraine đã đặt mìn các bồn chứa amoniac và clo "với mục đích ngộ độc hàng loạt cư dân. 

### Tỉnh Kharkiv
Trong Trận Kharkiv, nhiều khu vực dân cư rộng lớn đã bị phá hủy bởi các cuộc pháo kích của Nga.
Vào khoảng 10:00 sáng ngày 28 tháng 2, các lực lượng Nga đã bắn đạn chùm bằng tên lửa BM-21 Grad vào ít nhất ba khu dân cư khác nhau ở Kharkiv,  giết chết ít nhất chín dân thường và làm bị thương 37 người khác.  Thị trưởng thành phố, Ihor Terekhov, nói rằng bốn người đã thiệt mạng khi họ rời một nơi trú ẩn để lấy nước và một gia đình gồm cha mẹ và ba đứa con bị thiêu sống trong xe của họ.  Các địa điểm bị tấn công là các tòa nhà dân cư và sân chơi trẻ nhỏ,  rải rắc giữa Quận Industrialnyi và Shevchenkivskyi. Các vụ nổ trong thành phố được ghi nhận vào lúc 2:23 chiều. 
Vào ngày 1 tháng 3, một quả đạn đại bác đã làm hư hại một trường nội trú dành cho trẻ em mù.  Tính đến ngày 4 tháng 3, 122 thường dân bao gồm 5 trẻ em đã bị giết chết ở vùng Kharkiv, theo Cảnh sát khu vực Kharkiv.  Trong số 1,8 triệu dân ban đầu, chỉ có 500.000 người còn lại ở Kharkiv vào ngày 7 tháng 3.  Vào ngày 8 tháng 3, lực lượng Nga ném bom một bệnh viện ở Izium, bệnh viện này bị phá hủy hoàn toàn.  Cuộc pháo kích này đã bị chính quyền khu vực coi là tội ác chiến tranh.  Vào ngày 18 tháng 3, số dân thường được cho là đã thiệt mạng ở Kharkiv vượt quá 450 do hậu quả của việc sử dụng bom, đạn chùm và vũ khí nổ ở các khu vực đông dân cư của thành phố. 
Tổ chức Theo dõi Nhân quyền đã điều tra vụ tấn công và kết luận rằng lực lượng Nga đã sử dụng tên lửa đạn chùm Smerch, loại đạn này làm phân tán hàng chục bom, đạn con hoặc bom trên không.  Vì không có mục tiêu quân sự nào trong vòng 400 mét trong phạm vi các cuộc tấn công này và do việc sử dụng bừa bãi các loại vũ khí này nhằm vào các khu vực đông dân cư, HRW mô tả các cuộc không kích này có thể là tội ác chiến tranh.  Vào ngày 13 tháng 5, CNN đưa tin rằng bằng chứng mới thu thập được xác định Đại tá Alexander Zhuravlyov chỉ huy Lữ đoàn Pháo binh Tên lửa 79, đã ra lệnh sử dụng 17 quả bom chùm, 300mm Smerch Cluster Rocket, nhắm vào các mục tiêu dân sự ở Kharkiv vào ngày 27-28 tháng Hai. 

### Tỉnh Mykolaiv

#### Ném bom Mykolaiv
Bom đạn chùm cũng được sử dụng nhiều lần thả xuống Mykolaiv trong các cuộc tấn công riêng biệt vào ngày 7, 11 và 13 tháng 3, gây ra thương vong cho dân thường và phá hủy diện rộng các đối tượng phi quân sự.  Chín thường dân xếp hàng chờ đợi trên phố tại một máy rút tiền đã thiệt mạng trong cuộc tấn công ngày 13 tháng 3.  Các vụ nổ cũng làm hư hại nhà cửa và các công trình dân dụng.  Tổ chức Theo dõi Nhân quyền đã phân tích vụ việc và phát hiện ra rằng lực lượng Nga đã sử dụng bom đạn chùm BM-30 Smerch và BM-27 Uragan thả xuống các khu vực đông dân cư.  Do tính chất bừa bãi vốn có của bom đạn chùm, Tổ chức Theo dõi Nhân quyền đã mô tả việc sử dụng chúng ở Mykolaiv có thể là một tội ác chiến tranh của Nga. 

### Tỉnh Zhytomyr

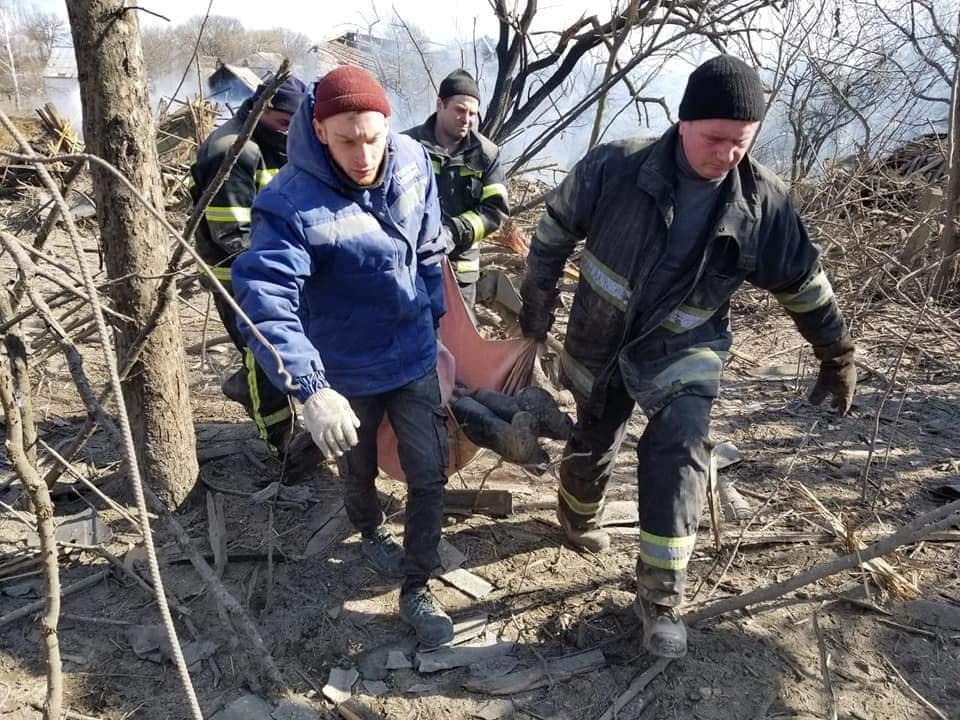
Các nhân viên cấp cứu khiêng một xác chết được tìm thấy dưới đống đổ nát ở thành phố Malyn, Zhytomyr Oblast, sau một cuộc không kích của Nga vào ngày 8/3

Vào buổi tối ngày 1 tháng 3, quân đội Nga đã tấn công một khu dân cư của thành phố. Khoảng 10 tòa nhà dân cư .trên đường Shukhevych và xung quanh bệnh viện thành phố bị hư hại. Một vài quả bom đã được thả xuống thành phố. Kết quả là ít nhất hai thường dân Ukraine thiệt mạng và ba người bị thương.  Vào ngày 2 tháng 3, đạn pháo bắn trúng trung tâm chu sinh của khu vực và một số nhà tư nhân. 
Vào ngày 4 tháng 3, tên lửa đánh vào trường Zhytomyr thứ 25 phá hủy một nửa trường.  Vào buổi tối, "Nhà máy bọc thép Ozerne và Zhytomyr" bị bắn cháy; hai người bị thương.  Vào ngày 8 tháng 3, trong một cuộc không kích, một ký túc xá bị trúng đạn và nhà máy Isovat bị hư hại.  Vào ngày 9 tháng 3, vùng ngoại ô thành phố (quận Ozerne) bị pháo kích. 

### Tỉnh Luhansk

#### Tấn công viện dưỡng lão Kreminna
Lyudmyla Denisova, thanh tra nhân quyền của Ukraine, cáo buộc rằng vào ngày 11 tháng 3, hơn 50 người già trong một viện dưỡng lão ở thị trấn Kreminna đã bị xe tăng cố ý bắn vào, gọi vụ tấn công này là "tội ác chống lại loài người" của "lực lượng chiếm đóng phân biệt chủng tộc".  [Serhiy Haidai, thống đốc vùng Luhansk, cũng đưa ra nhận định tương tự. Được biết, 56 nạn nhân đã chết trong khi 15 người sống sót đã được đưa tới Svatove trong "lãnh thổ bị chiếm đóng". Các cáo buộc cho đến nay vẫn chưa được xác minh một cách độc lập. 

#### Chiếm đóng Kreminna
Vào ngày 18 tháng 4, trong quá trình đánh chiếm Kreminna, các lực lượng Nga bị cáo buộc đã bắn 4 thường dân chạy khỏi Kreminna trong ô tô của họ. Thống kê chính thức của Ukraine là 200 dân thường thiệt mạng, tuy nhiên Thống đốc vùng Luhansk ước tính nhiều hơn nữa. 

### Tỉnh Odessa

#### Đánh bom Odessa
Vào khoảng 12:00 giờ địa phương ngày 2/3, các lực lượng Nga đã pháo kích vào ngôi làng Dachne ở phía tây bắc Odessa, thiêu rụi 9 ngôi nhà và một ga ra. Tiếp theo là vào ngày 3 tháng 3 họ pháo kích vào các ngôi làng gần đó thuộc Zatoka  và Bilenke, giết chết ít nhất một thường dân ở Bilenke.  Các tàu chiến của Nga cũng nã pháo vào tàu dân sự Ukraine Helt ở cảng Odessa, đánh chìm nó.  Vào ngày 23 tháng 4, một cuộc tấn công bằng tên lửa của Nga đã bắn trúng hai tòa nhà dân cư.  giết chết tám thường dân và làm bị thương 18 hoặc 20 người, theo Ukraine.  Một tên lửa đã được bắn vào một tòa nhà dân cư đã giết chết một em bé ba tháng tuổi, người mẹ và bà ngoại của em bé. 

## Đối xử tệ hại, tra tấn và cố ý giết thường dân

### Bởi chính quyền và lực lượng của Nga

#### Các cuộc trò chuyện của lính Nga
Ngoài bằng chứng sơ bộ và lời khai của nhân chứng, bằng chứng bao gồm việc chính phủ Ukraine thu được các cuộc trò chuyện của quân đội Nga,  và chính phủ Nga lập kế hoạch dự phòng cho các ngôi mộ tập thể của dân thường. 

#### Các vụ giết người ở vùng Kyiv
Vào ngày 15 tháng 4, lực lượng cảnh sát khu vực Kyiv báo cáo rằng 900 thi thể dân thường đã được tìm thấy trong khu vực sau khi Nga rút quân, với hơn 350 thi thể ở Bucha. Theo cảnh sát, hầu hết - gần 95% trong số họ - "đơn giản là bị hành quyết ". Nhiều thi thể tiếp tục được tìm thấy trong các ngôi mộ tập thể và dưới đống đổ nát. 

#### Giết người tập thể ở Bucha

Ảnh do chính phủ Ukraine phân phối cho thấy các thi thể ở khu vực Bucha vào tháng 4 năm 2022

Sau khi lực lượng Nga rút khỏi Bucha ở phía bắc Kyiv, vào cuối tháng 3, các video đã xuất hiện cho thấy ít nhất 9 xác chết nằm trên đường phố trong khu dân cư của thị trấn. Các nhà báo đến thăm khu vực này cho biết họ đã nhìn thấy ít nhất hai mươi xác chết trong trang phục dân sự.  Ngày 1/4, AFP đưa tin ít nhất 20 thi thể dân thường nằm trên đường phố Bucha, với ít nhất một thi thể bị trói tay. Thị trưởng thành phố Anatolu Fedoruk nói rằng những người này đều đã bị bắn vào đầu. Fedoruk cũng nói rằng khoảng 270 hoặc 280 cá nhân từ thành phố phải được chôn trong các ngôi mộ tập thể.  Vào ngày 15 tháng 4, cảnh sát địa phương báo cáo hơn 350 thi thể được tìm thấy ở Bucha sau khi lực lượng Nga rút lui, và cho biết hầu hết đều chết vì vết thương do đạn bắn. 
Một bài báo được xuất bản bởi The Kyiv Independent cũng bao gồm một bức ảnh và thông tin về một người đàn ông và hai hoặc ba phụ nữ khỏa thân dưới một tấm chăn có thi thể được cho là bị lính Nga đốt bên lề đường trước khi họ bỏ trốn. 
Như được đưa tin bởi The Times, trong một trường hợp, Lực lượng Phòng vệ Lãnh thổ Ukraine cho biết họ đã tìm thấy 18 thi thể bị cắt xẻo của những người đàn ông, phụ nữ và trẻ em bị sát hại trong một tầng hầm ở Zabuchchya, một ngôi làng ở quận Bucha. Một trong những binh sĩ Ukraine được phỏng vấn nói rằng có bằng chứng về tra tấn: một số bị cắt tai, số khác bị nhổ răng.  Tại Vorzel, phía tây Bucha, binh lính Nga đã giết một phụ nữ và đứa con 14 tuổi của cô sau khi ném lựu đạn khói vào tầng hầm mà họ đang ẩn náu. 
Thời báo New York đưa tin rằng trong thời gian Nga chiếm đóng, các tay súng bắn tỉa đã bố trí trong các tòa nhà cao tầng và bắn vào bất cứ ai di chuyển. Báo cáo tương tự cũng cho biết một phụ nữ Ukraine đã bị lính Nga bắt cóc, giam giữ trong hầm để làm nô lệ tình dục và sau đó bị hành quyết. Thanh tra viên về nhân quyền của Ukraine, Lyudmyla Denisova, đã phác thảo trường hợp một nhóm phụ nữ và thiếu nữ bị nhốt trong tầng hầm gần một tháng, và báo cáo rằng 9 người trong số họ đã mang thai. 
Ngày 4/4, Văn phòng Tổng công tố Ukraine cho biết cảnh sát vùng Kyiv đã tìm thấy một "buồng tra tấn" trong tầng hầm của một viện điều dưỡng dành cho trẻ em ở Bucha. Tầng hầm chứa thi thể của 5 người đàn ông bị trói tay sau lưng. Thông báo kèm theo một số bức ảnh được đăng trên Facebook.  Vào ngày 5 tháng 4, các nhà báo của Associated Press đã nhìn thấy những thi thể cháy đen trên một con phố dân cư gần sân chơi ở Bucha, trong đó có một thi thể có lỗ đạn trên hộp sọ và thi thể một đứa trẻ bị bỏng. Các nhà báo đã không thể xác minh danh tính của họ hoặc hoàn cảnh dẫn đến cái chết của họ. 
Vào ngày 6 tháng 4, các nhà điều tra Ukraine cho biết họ đã tìm thấy một thi thể chết vì bị đặt mìn và ba thi thể khác, một người bị chặt đầu, tại một nhà máy thủy tinh trong thị trấn.  Vào ngày 27 tháng 4, Michelle Bachelet, Giám đốc OHCHR, báo cáo rằng Phái bộ Giám sát ở Ukraine đã ghi lại vụ giết hại bất hợp pháp 50 thường dân - chủ yếu là nam giới, nhưng cũng có phụ nữ và trẻ em - ở Bucha. 
Kyiv Independent đưa tin rằng vào ngày 4 tháng 3, các lực lượng Nga đã giết chết ba thường dân Ukraine không vũ trang, những người vừa giao thức ăn cho chó đến một trại tạm trú dành cho chó ở Bucha.  Trong một vụ việc khác, binh lính Nga trên một chiếc xe bọc thép đã nổ súng vào dân thường đang chạy trốn trong ô tô, giết chết một người đàn ông, một phụ nữ và hai trẻ em.  Theo những người dân ở Bucha, khi tiến vào thị trấn, xe tăng và xe quân sự của Nga đã lao xuống đường để bắn ngẫu nhiên vào cửa sổ nhà. 
Trong khi các quan chức Ukraine gọi tình huống này là "diệt chủng", "thảm sát tập thể" và "tội ác chiến tranh", Bộ Quốc phòng Nga cho rằng một số đoạn phim là giả và cáo buộc quân đội Ukraine giết người bằng cách pháo kích vào thị trấn. Nhiều quốc gia khác yêu cầu điều tra và xem xét trách nhiệm, trong đó thủ tướng Anh Boris Johnson nói rằng đoạn phim ở Bucha là "thêm bằng chứng cho thấy Putin và quân đội của ông ta đang phạm tội ác chiến tranh".  Một số quốc gia như Vương quốc Anh, Đức, Pháp và Tây Ban Nha đã kêu gọi truy tố và trừng phạt quân đội Nga vì những hành động tàn bạo được báo cáo trong cuộc xâm lược.  Ngày 4/4, Tổng thống Mỹ Joe Biden gọi ông Putin là "tội phạm chiến tranh". Thủ tướng Vương quốc Anh Boris Johnson nói rằng Vương quốc Anh sẽ sử dụng các nguồn lực của mình để đưa Putin ra trước công lý vì những hành động tàn ác bị phanh phui ở Bucha. 
Tổ chức Ân xá Quốc tế tuyên bố rằng các vụ giết người gần Bucha cấu thành "các vụ hành quyết ngoài tư pháp và các vụ giết người trái pháp luật khác, những vụ giết người này có thể là tội ác chiến tranh". Agnès Callamard, Tổng thư ký của Tổ chức Ân xá Quốc tế, nói thêm rằng "Các lời khai cho thấy thường dân không vũ trang ở Ukraine bị giết trong nhà và đường phố của họ trong những hành động tàn bạo không thể tả được và sự tàn bạo gây sốc".

#### Giết chóc và tra tấn ở Borodianka
Xem thêm: 
Các binh sĩ Nga đã bị Iryna Venediktova, tổng công tố viên Ukraine buộc tội "giết người, tra tấn và đánh đập" dân thường ở Borodianka. 

#### Giết chóc và tra tấn ở Makariv
Bộ Quốc phòng Ukraine thông báo phát hiện 132 thi thể ở Makariv, cáo buộc lực lượng Nga đã tra tấn và sát hại họ.  Video CCTV từ ngày 28 tháng 2 cho thấy một chiếc xe bọc thép BMP của Nga đã làm nổ tung một chiếc ô tô dân sự, giết chết một cặp vợ chồng già bên trong.

#### Bắn vào đường cao tốc E40 (Kyiv)
Vào ngày 7 tháng 3, một máy bay không người lái của Lực lượng Phòng vệ Lãnh thổ Ukraine hoạt động gần đường cao tốc E40 bên ngoài Kyiv đã quay cảnh quân đội Nga bắn chết một dân thường đang dơ tay đầu hàng.  Sau khi lực lượng Ukraine tái chiếm khu vực này 4 tuần sau đó, một nhóm báo chí của BBC đang điều tra khu vực này đã tìm thấy thi thể của người đàn ông và vợ anh ta gần xe của họ, tất cả đều đã bị thiêu rụi. Nhiều xác chết nằm rải rác trên đường cao tốc, một số còn có dấu hiệu bị đốt cháy. Trong vụ đó, một cặp vợ chồng trong chiếc xe đó đã thiệt mạng, con trai của họ và một người lớn tuổi được thả. Việc đốt xác có thể là dấu hiệu cho thấy quân đội Nga đã cố gắng tiêu hủy bằng chứng về những gì họ đã làm. Ít nhất mười người chết được tìm thấy dọc theo con đường, hai người trong số họ mặc quân phục Ukraine dễ nhận biết. Cảnh quay bằng máy bay không người lái đã được đệ trình cho chính quyền Ukraine và Cảnh sát Thủ đô London.

#### Bắn vào xe dân dụng đi qua
Tổ chức Theo dõi Nhân quyền đã ghi lại ba vụ việc riêng biệt liên quan đến việc lực lượng Nga nổ súng vào những chiếc xe đang chạy ngang qua mà không có bất kỳ nỗ lực rõ ràng nào để xác minh xem những người ngồi trong đó có phải là dân thường hay không. Vụ việc xảy ra ở các vùng Kyiv và Chernihiv, liên quan đến 4 phương tiện giao thông và làm 6 dân thường thiệt mạng và 3 người bị thương. Nhiều lời kể của các nhân chứng và trong các cuộc điều tra in loco cho thấy rằng các cuộc tấn công nhằm vào dân thường có thể là có chủ ý và cho rằng lực lượng Nga cũng đã bắn vào các xe ô tô dân sự khác theo những cách tương tự. 
Vào ngày 28 tháng 2, các lực lượng Nga đã bắn vào hai chiếc xe đang cố gắng chạy trốn khỏi Hostomel, phía tây bắc Kyiv. Vào ngày 3 tháng 3, tại cùng một khu vực, họ đã nổ súng vào một chiếc xe có 4 người đàn ông đang đi đàm phán về việc cung cấp viện trợ nhân đạo. Tại làng Nova Basan, vùng Chernihiv, lính Nga bắn vào một xe tải dân sự chở hai người đàn ông, khiến một người trong số họ bị thương; họ kéo người đàn ông thứ hai ra khỏi xe và xử tử anh ta ngay lập tức, trong khi người đàn ông bị thương chạy thoát. 

#### Vụ giết người ở vùng Chernihiv
Tổ chức Theo dõi Nhân quyền trích dẫn các báo cáo rằng tại Staryi Bykiv, lực lượng Nga đã vây bắt ít nhất sáu người đàn ông và hành quyết họ khi bắt đầu cuộc xâm lược. 

#### Giết chóc và tra tấn trong Trostyanets
Sau khi thị trấn Trostyanets ở Sumy Oblast được giải phóng khỏi sự kiểm soát của Nga, bác sĩ địa phương tại nhà xác báo cáo rằng ít nhất một người trong thị trấn đã bị người Nga giết sau khi bị tra tấn, và những người trẻ tuổi bị bắt cóc. Bệnh viện của thị trấn cũng bị pháo kích; Thời báo New York cho biết không rõ ai đã đánh vào tòa nhà, nhưng người dân địa phương buộc tội người Nga. 
Các phóng viên của The Guardian đã đến thăm thị trấn sau khi nó được giải phóng khỏi quân đội Nga và tìm thấy bằng chứng về các vụ hành quyết, cướp bóc và tra tấn do quân đội Nga thực hiện. Theo thị trưởng của thị trấn, người Nga đã giết từ 50 đến 100 thường dân khi họ chiếm đóng thị trấn. Một nhân chứng địa phương nói rằng binh lính Nga đã bắn lên không trung để khiến những người phụ nữ đang giao đồ ăn cho người già sợ hãi trong khi hét lên "Đồ chó cái chạy đi!".
Vào giữa tháng 4 năm 2022, The Independent đã thu được nhiều lời khai của những người sống sót trong một phòng tra tấn của Nga ở Trostyanets, Sumy oblast. Theo các nhân chứng, ít nhất 8 thường dân bị giam giữ dưới tầng hầm của một nhà ga xe lửa vì họ bị tra tấn, bỏ đói, bị hành quyết giả, bị ép ngồi trong đống phân của mình, bị điện giật, bị lột quần áo và bị đe dọa hãm hiếp và cắt bộ phận sinh dục. Ít nhất một tù nhân đã bị đánh chết bởi lính canh Nga, những người nói với các tù nhân "Tất cả người Ukraine phải chết". Hai người vẫn mất tích vào thời điểm báo cáo. Một tù nhân đã bị điện giật vào đầu cho đến khi anh ta cầu xin lính Nga giết anh ta. Nhiều thi thể, bị cắt xẻo đến mức không thể nhận ra, đã được các nhà điều tra ở khu vực xung quanh thị trấn phát hiện. 

#### Bắt cóc và tra tấn thường dân ở Kherson
Dementiy Bilyi, người đứng đầu bộ phận khu vực Kherson của Ủy ban cử tri Ukraine, tuyên bố rằng lực lượng an ninh Nga đã "đánh đập, tra tấn và bắt cóc" dân thường ở tỉnh Kherson, Ukraine. Ông nói thêm rằng các nhân chứng đã mô tả "hàng chục" cuộc khám xét và giam giữ tùy tiện, dẫn đến số lượng người bị bắt cóc không xác định được.  Ít nhất 400 cư dân đã mất tích vào ngày 16 tháng 3, trong đó thị trưởng và phó thị trưởng của thị trấn Skadovsk bị những kẻ có vũ trang bắt cóc.  Một bức thư được cho là đã bị rò rỉ mô tả kế hoạch của Nga sẽ mở ra một "cuộc khủng bố lớn" để trấn áp các cuộc biểu tình xảy ra ở Kherson, nói rằng người dân sẽ "bị đưa khỏi nhà của họ vào lúc nửa đêm". 

## Dùng người làm lá chắn
Luật Nhân đạo, cụ thể là, Điều 51 (7) của Nghị định thư I của Công ước Geneva, cấm sử dụng những người không phải người chiến đấu làm lá chắn.

### Lực lượng Nga
ABC News và The Economist đưa tin binh sĩ Nga sử dụng hơn 300 dân thường Ukraine làm lá chắn, những người bị giam giữ trong điều kiện vô nhân đạo trong 25 ngày vào tháng 3 tại tầng hầm của trường học Yahidne, nơi có một trại quân sự lớn của Nga. Theo báo cáo, 12 người già đã chết trong hầm, và cư dân địa phương bị tra tấn và giết hại. Vào ngày 5 tháng 3, các lực lượng Nga đã chiếm ngôi làng làm căn cứ để tấn công thành phố Chernihiv gần đó. 
Khi quân đội Nga rút khỏi khu vực gần Ivankiv vào ngày 1/4, BBC đã tìm thấy "bằng chứng rõ ràng" về việc quân đội Nga sử dụng dân thường Ukraine làm lá chắn ở Obukhovychi, gần biên giới Belarussia. Nhiều nhân chứng kể lại rằng vào ngày 14 tháng 3, các binh sĩ Nga đã đi từng nhà, vây bắt khoảng 150 dân thường và nhốt họ trong trường học địa phương, nơi họ được sử dụng làm lá chắn bảo vệ cho lực lượng Nga. 
Khi các nhân chứng đầu tiên kể về vụ thảm sát ở Bucha xuất hiện vào đầu tháng 4, Ukraine cáo buộc các lực lượng Nga rời khu vực gần Kyiv sử dụng trẻ em làm lá chắn. Các đơn vị Nga rút khỏi làng Novyi Bykiv được cho là đã đặt những xe đò chở trẻ em Ukraine trước xe tăng của họ để bảo vệ mình. Tại các khu vực khác của Ukraine, có thông tin cho rằng lực lượng Nga đã bắt trẻ em địa phương làm con tin và đe dọa cha mẹ của các em trong trường hợp họ cho biết tọa độ của lính Nga. Theo cơ quan thanh tra nhân quyền Ukraine, các trường hợp binh lính Nga sử dụng trẻ em Ukraine làm lá chắn đã được ghi nhận ở các tỉnh Sumy, Kyiv, Chernihiv và Zaporizhzhia. 

### Lực lượng Ukraine
Kể từ khi bắt đầu xâm lược, Nga đã liên tục cáo buộc quân Ukraina sử dụng người dân làm lá chắn, một tuyên bố mà những người ủng hộ Ukraina coi là vô căn cứ.  Các học giả Michael N. Schmitt, Neve Gordon, và Nicola Perugini không chấp nhận những tuyên bố này, họ xem đó là nỗ lực chuyển trách nhiệm về những cái chết của dân thường cho Ukraine. 

## Bạo lực tình dục
Theo các chuyên gia và các quan chức Ukraine, có những dấu hiệu cho thấy bạo lực tình dục có thể được Nga dung thứ và được sử dụng một cách có hệ thống và có chủ ý như một vũ khí chiến tranh. 
Vào tháng 3 năm 2022, Phái bộ Giám sát Nhân quyền của Liên hợp quốc tại Ukraine đã nhấn mạnh đến nguy cơ bạo lực tình dục ngày càng cao và nguy cơ nạn nhân trong nước khai báo không đúng mức.  Sau khi Nga rút khỏi các khu vực phía bắc Kyiv, theo The Guardian, có "nhiều dữ liệu bằng chứng" về các vụ hãm hiếp, tra tấn và hành quyết tức khắc bởi các lực lượng Nga đã gây ra cho dân thường Ukraine, bao gồm cả các vụ cưỡng hiếp tập thể được thực hiện bằng súng và các vụ cưỡng hiếp được thực hiện trước mặt các trẻ em. 
Vào cuối tháng 3, Tổng công tố Ukraine đã mở cuộc điều tra về vụ một binh sĩ Nga đã giết một thường dân không vũ trang và sau đó liên tục hãm hiếp vợ của anh ta. Vụ việc được cho là xảy ra vào ngày 9 tháng 3, tại một ngôi làng ngoại ô Kyiv.  Nạn nhân kể rằng hai binh sĩ Nga đã cưỡng hiếp cô liên tục sau khi giết chồng cô, trong khi cậu con trai bốn tuổi của cô trốn trong phòng chứa lò sưởi của ngôi nhà. Vụ này được báo  bởi The Times of London công bố lần đầu tiên.  Người phát ngôn Nga Dmitry Peskov bác bỏ cáo buộc này là dối trá.  Các nhà chức trách Ukraine cho biết rằng nhiều báo cáo về tấn công tình dục và hãm hiếp của quân đội Nga đã xuất hiện kể từ khi bắt đầu cuộc xâm lược vào tháng 2 năm 2022.  Nghị sĩ Ukraine Maria Mezentseva nói rằng những vụ việc kiểu này không được báo cáo đầy đủ và còn nhiều nạn nhân khác. 
Trong một vụ việc khác được tuyên bố bởi Ukraine, một binh sĩ Nga đã vào một trường học ở làng Malaya Rohan, nơi thường dân đang trú ẩn và hãm hiếp một phụ nữ trẻ Ukraine. Tổ chức Theo dõi Nhân quyền (Hoa Kỳ) tiyên bố rằng người phụ nữ này đã bị đe dọa và liên tục cưỡng hiếp bởi một người lính Nga đã cắt má, cổ và tóc của cô ấy.  Theo lời kể của các nhân chứng, dân làng đã thông báo cho các sĩ quan Nga phụ trách việc chiếm đóng ngôi làng về vụ việc, họ đã bắt giữ thủ phạm và nói với họ rằng anh ta sẽ bị hành quyết trong thời gian ngắn.  Bộ trưởng Ngoại giao Ukraine Dmytro Kuleba tuyên bố rằng các binh sĩ Nga đã thực hiện "nhiều vụ" cưỡng hiếp đối với phụ nữ Ukraine. Theo cơ sở dữ liệu Bạo lực tình dục trong Xung đột Vũ trang, bạo lực tình dục của các lực lượng Nga đã được báo cáo trong ba trong bảy năm xung đột kể từ năm 2014 ở miền đông Ukraine. 
Tổ chức Theo dõi Nhân quyền (Hoa Kỳ) tuyên bố đã nhận được báo cáo về các vụ hiếp dâm khác ở vùng Chernihiv và Mariupol.  Báo ABC News (Úc) đưa tin vào tháng 4 năm 2022 rằng "các vụ cưỡng hiếp, xả súng và hành quyết vô nghĩa" được cho là đã xảy ra ở làng Berestyanka gần Kyiv, một vụ việc cụ thể khi một người đàn ông được cho là đã bị lính Nga bắn vào ngày 9 tháng 3 sau khi cố gắng ngăn họ cưỡng hiếp vợ anh ta và một người bạn nữ. 

## Vũ khí hóa học
Trung đoàn Azov đã báo cáo trong một bài đăng trên Telegram rằng một chất hóa học đã bị thả xuống trong một cuộc tấn công bằng máy bay không người lái nhằm vào một nhà máy kim loại ở Mariupol vào ngày 11 tháng 4. Sau một vụ nổ tại nhà máy, 3 người bị thương nhẹ, bao gồm cả việc khó thở. Báo cáo chưa được xác minh bởi bên thứ ba.
Vào ngày 11 tháng 4, Eduard Basurin, người phát ngôn của Cộng hòa Nhân dân Donetsk, tuyên bố "chúng ta nên yêu cầu lực lượng hóa học của chúng ta tìm cách hun khói đuổi những con chuột chũi này ra khỏi lỗ của chúng" ám chỉ lực lượng Ukraine trong các công trình gang thép Azovstal ở Mariupol. 

## Lưu đày
Theo các quan chức Ukraine và hai nhân chứng, các lực lượng Nga đã ép buộc lưu đày hàng nghìn cư dân từ Ukraine sang Nga trong Cuộc vây hãm Mariupol. Vào ngày 24 tháng 3, Bộ Ngoại giao Ukraine tuyên bố rằng quân đội Nga đã lưu đày khoảng 6.000 cư dân Mariupol để sử dụng họ làm "con tin" và gây thêm áp lực lên Ukraine.  Đại sứ quán Hoa Kỳ tại Kyiv trích dẫn Bộ Ngoại giao Ukraine tuyên bố rằng 2.389 trẻ em Ukraine đã bị đưa bất hợp pháp khỏi các nước cộng hòa tự xưng là Donetsk và Luhansk và đưa đến Nga.  Theo Bộ Quốc phòng Nga, cư dân Mariupol có "sự lựa chọn tự nguyện" là di tản đến lãnh thổ do Ukraine hoặc Nga kiểm soát và đến ngày 20 tháng 3, khoảng 60.000 cư dân Mariupol đã được "sơ tán đến Nga." Tổ chức Theo dõi Nhân quyền đã không thể xác minh các điều này. 
Vào ngày 24 tháng 3, Lyudmyla Denisova, thanh tra nhân quyền của Ukraine cho biết rằng hơn 402.000 người Ukraine đã bị cưỡng bức đưa đến Nga, trong đó có khoảng 84.000 trẻ em.  Các nhà chức trách Nga cho biết, hơn 384.000 người, trong đó có hơn 80.000 trẻ em, đã được sơ tán đến Nga từ Ukraine và từ các nước cộng hòa tự xưng như Donetsk và Luhansk. 
Việc lưu đày những người được bảo vệ như dân thường trong chiến tranh bị cấm theo Điều 49 của Công ước Geneva lần thứ tư. 
| Thời gian                    | bị lưu đày | Nguồn             |
| ---------------------------- | ---------- | ----------------- |
| 18 tháng 2                   | 90,000     | Thanh tra Ukraine |
| 24 tháng 2 - 24 tháng 3 2022 | 402,000    | Thanh tra Ukraine |
| 24 tháng 2 - 11 tháng 4 2022 | 700,000    | Thanh tra Ukraine |
| 24 tháng 2 - 28 tháng 4 2022 | 1,000,000  | Thanh tra Ukraine |

### Bắt giữ tùy tiện và thường dân bị cưỡng chế mất dạng
Vào ngày 22 tháng 3, tổ chức phi lợi nhuận Phóng viên không biên giới báo cáo rằng các lực lượng Nga đã bắt được một người sửa lỗi và thông dịch viên người Ukraine cho Đài phát thanh nước Pháp vào ngày 5 tháng 3 khi anh ta về nhà tại một ngôi làng ở miền Trung Ukraine. Ông bị giam cầm trong chín ngày, và bị tra tấn bằng cách cho điện giật, bị đánh đập bằng thanh sắt và bị hành hình giả.  Vào ngày 25 tháng 3, tổ chức Phóng viên không biên giới cáo buộc rằng các lực lượng Nga đã đe dọa, bắt cóc, giam giữ và tra tấn một số nhà báo Ukraine tại các vùng lãnh thổ bị chiếm đóng.  Tra tấn bị cấm theo cả Điều 32 của Công ước Geneva thứ tư và Điều 2 của Công ước của Liên hợp quốc về chống tra tấn.

### Trại tạm giam
Những người sơ tán khỏi Mariupol đã làm dấy lên lo ngại về việc quân đội Nga xử lý những người sơ tán khỏi Mariupol thông qua một trại dò lọc của Nga, nơi được cho là dùng để giam giữ thường dân trước khi họ được sơ tán. Các trại tương tự đã được các quan chức Ukraine so sánh với hệ thống trại dò lọc ở Chechnya được quân đội Nga sử dụng trong Chiến tranh Chechnya lần thứ nhất và Chiến tranh Chechnya lần thứ hai. Những người tị nạn khai rằng họ được lấy dấu vân tay, chụp ảnh từ mọi phía, và khám xét điện thoại, và bất kỳ ai được cho là "Đức Quốc xã Ukraine" đều bị đưa đến Donetsk để thẩm vấn. Họ cũng nói với các phóng viên rằng thiếu các nhu yếu phẩm cơ bản và phần lớn các cuộc sơ tán đang buộc những người tị nạn đến Nga. 

### Bắt cóc trẻ em Ukraine
Theo nhà chức trách Ukraine, chính quyền Nga cũng đã bắt cóc hơn 121.000 trẻ em Ukraine và lưu đày các em đến các tỉnh miền Đông nước Nga. Cha mẹ của một số trẻ em này đã bị quân đội Nga giết hại. Duma quốc gia Nga đã soạn thảo một đạo luật chính thức hóa các vụ bắt cóc bằng cách cho phép người Nga "nhận nuôi" những đứa trẻ này.  Bộ Ngoại giao Ukraine tuyên bố rằng có một “nguy cơ rõ ràng về việc công dân Nga nhận trẻ em Ukraine bất hợp pháp mà không tuân thủ tất cả các thủ tục cần thiết theo quy định của pháp luật Ukraine.” và kêu gọi các cơ quan của Liên hợp quốc can thiệp để đưa các em trở về Ukraine.
Ngày 1/6, Tổng thống Ukraine Zelenskyy cáo buộc Nga lưu đày hơn 200.000 trẻ em khỏi Ukraine, bao gồm cả trẻ mồ côi và trẻ em bị tách khỏi gia đình. Theo Zelenskyy, điều này được coi là một "tội ác chiến tranh ghê tởm" và một "chính sách tội phạm", đối tượng của nó "không chỉ là đánh cắp người mà còn khiến những kẻ bị lưu đày quên đi Ukraine và không thể quay trở lại." 

## Đối xử với tù nhân chiến tranh

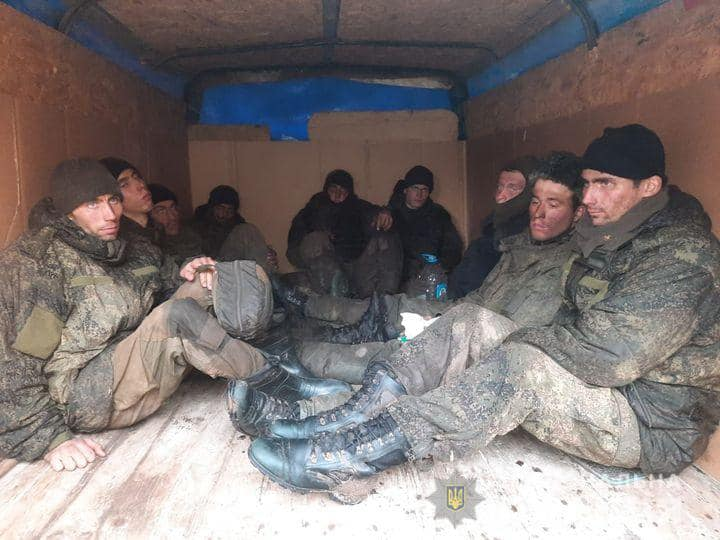
Lính Nga bị bắt trong trận Sumy.

### Tù nhân chiến tranh Nga

#### Bắn vào đầu gối chiến binh Nga
Vào ngày 27 tháng 3, một video có chủ đích cho thấy cảnh binh lính Ukraine tra tấn tù nhân Nga bằng cách bắn vào đầu gối họ đã được đăng tải trên Telegram.  Đoạn video được quay ở Mala Rohan, phía đông nam Kharkiv, trong một khu vực gần đây đã được quân đội Ukraine chiếm lại.  Đoạn phim mô tả một số binh lính bị bắt nằm trên mặt đất; nhiều người dường như đang chảy máu vì vết thương ở chân và bị những kẻ bắt giữ họ thẩm vấn. Tại một thời điểm, ba tù nhân được đưa ra khỏi xe và dùng súng trường bắn vào chân. Giọng và đồng phục của những kẻ bắt giữ phù hợp với việc họ là người Ukraine từ phía đông của  nước này.  Các cuộc điều tra của các nhà báo độc lập sau đó đã xác nhận vị trí của vụ việc và ghi lại rằng các tình nguyện viên của tiểu đoàn Slobozhanshchyna Ukraine đã có mặt tại hiện trường khi các tù nhân Nga bị tra tấn.  Vào ngày 13 tháng 5, tờ Le Monde của Pháp đã xác minh đoạn video và xác nhận tính xác thực của nó. On 13 May French newspaper Le Monde verified the video and confirmed its authenticity.
Vào ngày 29 tháng 3, Trưởng Phái đoàn Giám sát Nhân quyền của Liên hợp quốc tại Ukraine Matilda Bogner cho biết bà "rất lo ngại".  Bà kêu gọi Nga và Ukraine tiến hành các cuộc điều tra về cáo buộc đối xử tệ với tù nhân của cả hai bên, đồng thời nhắc nhở hai nước về nghĩa vụ đối xử nhân đạo với tù binh và đảm bảo họ "không để bị công chúng tò mò và được đối xử công bằng."  Tổ chức Theo dõi Nhân quyền nói rằng video, nếu được xác nhận, cho thấy vi phạm nghiêm trọng luật nhân đạo quốc tế, đồng thời kêu gọi nhà chức trách Ukraine đảm bảo một cuộc điều tra hiệu quả về các hành động có thể được coi là tội phạm chiến tranh.  Oleksiy Arestovych, cố vấn của Chánh văn phòng Tổng thống Ukraine, nói rằng vụ việc được xem xét "rất nghiêm túc" và nó sẽ được điều tra ngay lập tức, vì đây sẽ là "hành vi hoàn toàn không thể chấp nhận được".  Chủ tịch Ủy ban điều tra của Liên bang Nga, Alexander Bastrykin, cũng cho biết rằng một cuộc điều tra sẽ được khởi động. Chỉ huy lực lượng vũ trang Ukraine, Valerii Zaluzhnyi, đã đưa ra một tuyên bố nói rằng người Nga đã làm video giả để làm mất uy tín của lực lượng quốc phòng Ukraine. 

#### Hành quyết những người lính Nga bị bắt
Vào ngày 6 tháng 4, một đoạn video cho thấy quân đội Ukraine thuộc Quân đoàn Gruzia đang hành quyết những người lính Nga bị bắt đã được đăng trên Telegram.  Đoạn video đã được xác minh bởi The New York Times và Reuters.  Một binh sĩ Nga bị thương dường như đã bị một binh sĩ Ukraine bắn hai phát khi đang nằm trên mặt đất. Ba binh sĩ Nga thiệt mạng, trong đó có một người bị thương ở đầu và hai tay bị trói sau lưng, cho thấy ở gần người lính. Đoạn video dường như được quay trên một con đường ở phía bắc làng Dmytrivka, cách Bucha bảy dặm về phía nam. 
Chỉ huy của Quân đoàn Gruzia Mamouka Mamoulashvili thừa nhận rằng việc giết các tù nhân chiến tranh Nga được thực hiện theo lệnh riêng của ông ta bởi một đội tuần tra của Quân đoàn Gruzia.  Trong một cuộc phỏng vấn do kênh Youtube của doanh nhân bất đồng chính kiến người Nga Mikhail Khodorkovsky đăng tải, ông nói về cách đối xử với các tù nhân Nga: "Đôi khi chúng tôi trói tay chân họ. Tôi nói vì Quân đoàn Gruzia, chúng tôi sẽ không bao giờ bắt tù nhân Nga." Mamoulashvili biện minh rằng không bắt giữ quân nhân Nga như là một phản ứng đối với vụ thảm sát Bucha. Vào ngày 7 tháng 4, người đứng đầu ủy ban điều tra Nga đã đưa ra cáo buộc hình sự đối với Mamulashvili vì vi phạm các quy tắc tác chiến chống lại quân nhân Nga. 

## Cướp bóc
Cướp bóc là một tội ác chiến tranh theo một số hiệp ước. Những người sống sót ở Bucha và vụ thảm sát Bucha đã đưa ra cáo buộc rằng binh lính Nga đã cướp phá thị trấn, lấy đi đồ trang sức, đồ điện tử, thiết bị nhà bếp, quần áo và xe cộ của những người sơ tán, những người đã khuất và những người còn sống trong thành phố.  Nhà báo Yaroslav Trofimov của Wall Street Journal cho biết đã nghe lời khai về việc binh lính Nga cướp thực phẩm và đồ có giá trị trong chuyến thăm của ông tới miền nam Ukraine.  Các nhà báo của The Guardian đến thăm Trostianets sau cuộc chiếm đóng kéo dài một tháng của Nga đã tìm thấy bằng chứng về "hoạt động cướp bóc có hệ thống".  Tương tự, dân làng ở Berestyanka gần Kyiv nói với ABC News rằng trước khi ngôi làng này được Ukraine kiểm soát trở lại, binh lính Nga đã cướp quần áo, đồ gia dụng và đồ điện tử các nhà. 
Các video đăng trên Telegram, được cho là cho thấy các binh sĩ Nga gửi hàng hóa Ukraine bị đánh cắp về nhà thông qua dịch vụ chuyển phát nhanh ở Belarus. Các mặt hàng hiển thị trong video bao gồm thiết bị điều hòa không khí, cồn, pin ô tô và túi xách từ cửa hàng Epicentr K.  Cơ quan tổng hợp tin tức Ukraine Alert đã đăng video cho thấy hàng hóa bị đánh cắp được tìm thấy trong một xe bọc thép bị bỏ rơi của Nga và một hình ảnh được cho là cho thấy một chiếc xe tải quân sự của Nga bị hư hỏng chở ba máy giặt. Các cuộc điện thoại bị nghe được cũng đề cập đến cướp bóc; Cuộc gọi của một binh sĩ Nga do Cơ quan An ninh Ukraine đưa ra bao gồm việc người lính nói với bạn gái của anh ta: "Anh lấy trộm mỹ phẩm cho em" và cô bạn gái đáp lại "Cái gì mà Người Nga không ăn trộm?"  Công ty Dịch vụ bưu chính Nga CDEK đã ngừng phát trực tiếp camera quan sát của mình vào đầu tháng Tư. CDEK phát trực tiếp video từ các văn phòng giao hàng của mình như một phép lịch sự dành cho khách hàng để cho họ thấy các văn phòng bận rộn như thế nào trước khi khách hàng đến thăm các chi nhánh. Nguồn phát sóng trực tiếp này đã được nhà bất đồng chính kiến người Belarus lưu vong Anton Motolko có trụ sở tại Lithuania sử dụng để làm bằng chứng về hành vi cướp bóc. Một số hạng mục bị cáo buộc đến từ nhà máy điện hạt nhân Chernobyl. Một số vật phẩm này bị nhiễm phóng xạ vì chúng được sử dụng trong nhà máy điện hạt nhân. 
Có báo cáo về các chợ do lực lượng Nga thiết lập bên ngoài Ukraine để buôn bán hàng hóa cướp được ở Belarus. Các mặt hàng đó là "máy giặt và máy rửa bát, tủ lạnh, đồ trang sức, ô tô, xe đạp, xe máy, bát đĩa, thảm, tác phẩm nghệ thuật, đồ chơi trẻ em, mỹ phẩm". Tuy nhiên, binh lính Nga đang tìm cách thanh toán bằng đồng euro và đô la Mỹ, và do các hạn chế về ngoại tệ, điều này gây khó khăn cho người dân địa phương.
Các quan chức Ukraine đưa ra các tuyên bố về việc cướp bóc các cơ sở văn hóa của quân đội Nga với phần lớn các cáo buộc đến từ các khu vực Mariupol và Melitopol. Các quan chức Ukraine tuyên bố rằng các lực lượng Nga đã thu giữ hơn 2.000 tác phẩm nghệ thuật và vàng của người Scythia từ các bảo tàng khác nhau và chuyển chúng vào vùng Donbas. 

## Cáo buộc diệt chủng
Một số nghị viện quốc gia, bao gồm cả Ukraine  cũng như Canada, Ba Lan,  Estonia,  Latvia, Lithuania, Cộng hòa Séc, Ireland đã tuyên bố rằng tội ác chiến tranh diễn ra trong cuộc xâm lược là tội ác diệt chủng. Các học giả về tội diệt chủng, bao gồm Eugene Finkel,  Timothy D. Snyder, Norman M. Naimark và Gregory Stanton, và các chuyên gia pháp lý Otto Luchterhandt và Zakhar Tropin nói rằng cùng với những hành vi được đòi hỏi bởi định nghĩa về tội diệt chủng,  còn có ý định diệt chủng, cùng nhau thiết lập tội ác diệt chủng. Luật sư nhân quyền Juan E. Méndez tuyên bố vào ngày 4 tháng 3 năm 2022 rằng cáo buộc về tội diệt chủng đáng được điều tra, nhưng không nên coi là như vậy; và học giả về tội ác diệt chủng Alexander Hinton đã tuyên bố vào ngày 13 tháng 4 rằng luận điệu về tội diệt chủng của Tổng thống Nga Vladimir Putin sẽ phải được kết nối với tội ác chiến tranh để hình thành ý định diệt chủng.  Báo cáo buộc tội Nga.  

## Thủ tục tố tụng pháp lý
Với việc Nga có ghế trong Hội đồng Bảo an Liên hợp quốc và các khiếu nại hiện có tại các tòa án quốc tế của Ukraine về sự xâm lược của Nga ở Crimea và Donbas, các nhà phân tích pháp lý ban đầu suy đoán rằng Ukraine có thể gặp khó khăn trong việc tìm kiếm sự ủng hộ đối đầu với cuộc xâm lược. 

### Tòa án hình sự quốc tế
Vào ngày 25 tháng 2 năm 2022, Công tố viên ICC Karim Ahmad Khan tuyên bố rằng ICC có thể "thực hiện quyền tài phán của mình và điều tra bất kỳ hành động diệt chủng, tội ác chống lại loài người hoặc tội phạm chiến tranh nào được thực hiện trong Ukraine."" Khan tuyên bố vào ngày 28 tháng 2 rằng ông sẽ khởi động một điều tra đầy đủ của ICC và ông ta đã yêu cầu nhóm của mình "tìm kiếm tất cả các cơ hội bảo quản bằng chứng". Ông tuyên bố rằng sẽ nhanh hơn để chính thức mở cuộc điều tra nếu một quốc gia thành viên ICC đệ trình vụ việc để điều tra. Cùng ngày, Thủ tướng Litva Ingrida Simonyte tuyên bố rằng Litva đã yêu cầu mở cuộc điều tra của ICC. 
Vào ngày 2 tháng 3, 39 quốc gia đã báo cáo tình hình ở Ukraine cho Công tố viên ICC, người sau đó có thể mở cuộc điều tra về các cáo buộc trong quá khứ và hiện tại về tội ác chiến tranh, tội ác chống lại loài người hoặc tội diệt chủng do bất kỳ người nào thực hiện ở Ukraine từ ngày 21 tháng 11 năm 2013 trở đi.  Vào ngày 11 tháng 3, hai giấy báo cáo bổ sung đã được đệ trình cho Công tố viên ICC, và Công tố viên tuyên bố rằng các cuộc điều tra sẽ bắt đầu.  Văn phòng Công tố đã thiết lập một phương pháp trực tuyến để những người có bằng chứng bắt đầu liên hệ với các điều tra viên,  và một nhóm điều tra viên, luật sư và các chuyên gia khác đã được cử đến Ukraine để bắt đầu thu thập bằng chứng. 
Cả Ukraine và Nga đều không phải là thành viên của Quy chế Rome, cơ sở pháp lý của ICC. ICC có thẩm quyền điều tra vì Ukraine đã ký hai tuyên bố đồng ý với quyền tài phán của ICC đối với các tội ác đã xảy ra ở Ukraine từ ngày 21 tháng 11 năm 2013 trở đi.  Điều 28 (a) và 28 (b) của Quy chế Rome xác định mối quan hệ giữa trách nhiệm chỉ huy và trách nhiệm cấp trên của chuỗi cơ cấu chỉ huy của các lực lượng vũ trang liên quan. 

### Tòa án Công lý Quốc tế
Vào ngày 27 tháng 2, Ukraine đã đệ đơn lên Tòa án Công lý Quốc tế với lập luận rằng Nga đã vi phạm Công ước Diệt chủng bằng cách sử dụng cáo buộc vô căn cứ về tội diệt chủng để biện minh cho hành động gây hấn của mình đối với Ukraine. 
Vào ngày 16 tháng 3 năm 2022, tòa án ra phán quyết ngày 13–2 rằng Nga phải “đình chỉ ngay lập tức các hoạt động quân sự” mà nó bắt đầu vào ngày 24 tháng 2 năm 2022 tại Ukraine, [17] với sự bất đồng quan điểm của Phó tổng thống Kirill Gevorgian của Nga và Thẩm phán Xue Hanqin của Trung Quốc. [ 18] Tòa án cũng nhất trí kêu gọi "[b] các bên [phải] kiềm chế bất kỳ hành động nào có thể làm trầm trọng thêm hoặc kéo dài tranh chấp trước tòa hoặc gây khó khăn hơn cho việc giải quyết. [17]
Vào ngày 1 tháng 3, ICJ chính thức kêu gọi Nga "hành động theo cách nào đó" để quyết định về các biện pháp tạm thời có hiệu lực.  Các phiên điều trần ban đầu trong vụ kiện diễn ra vào ngày 7 tháng 3 năm 2022 tại Cung điện Hòa bình ở The Hague, Hà Lan - trụ sở của tòa án - để xác định Ukraine có quyền được trợ giúp tạm thời.  Phái đoàn Nga đã không xuất hiện để tham dự các thủ tục này,  nhưng đã gửi một tuyên bố bằng văn bản.
Vào ngày 16 tháng 3 năm 2022, tòa án ra phán quyết với tỷ số 13 thuận – 2 chống rằng Nga phải “đình chỉ ngay lập tức các hoạt động quân sự” mà nó bắt đầu vào ngày 24 tháng 2 năm 2022 tại Ukraine,  với sự bất đồng quan điểm của Phó chủ tịch Kirill Gevorgian của Nga và Thẩm phán Xue Hanqin của Trung Quốc.  Tòa án cũng nhất trí kêu gọi "cả hai bên [phải] kiềm chế bất kỳ hành động nào có thể làm trầm trọng thêm hoặc kéo dài tranh chấp trước tòa hoặc gây khó khăn hơn cho việc giải quyết. 

### Trưởng công tố liên bang Ukraine điều tra
Bộ trưởng Ngoại giao Ukraine Dmytro Kuleba ngày 25 tháng 2 tuyên bố rằng Nga đang phạm tội ác chiến tranh, và Bộ và Tổng công tố Ukraine đang thu thập bằng chứng về các sự kiện bao gồm các cuộc tấn công vào các trường mẫu giáo và trại trẻ mồ côi, sẽ được "chuyển giao ngay lập tức" cho ICC.  Vào ngày 30 tháng 3, công tố viên trưởng của Ukraine thông báo rằng bà đang lập 2.500 vụ án tội ác chiến tranh chống lại cuộc xâm lược của Nga.  Vào ngày 13 tháng 5, phiên tòa xét xử tội ác chiến tranh đầu tiên bắt đầu ở Kyiv, về một người lính Nga được lệnh bắn một thường dân không vũ trang.  Người lính này, Vadim Shishimarin, đã sớm nhận tội này.  Ngay sau khi Shishimarin nhận tội, hai binh sĩ Nga khác đã bị xét xử về tội ác chiến tranh vì đã bắn tên lửa vào một tòa nhà dân cư cao ốc ở Kharkiv.  Họ cũng đã nhận tội.
Vào ngày 25 tháng 5 năm 2022, EU, Hoa Kỳ và Vương quốc Anh đã công bố thành lập Nhóm Cố vấn về Tội ác Tàn bạo (ACA) để giúp điều phối các cuộc điều tra của họ và hỗ trợ các Đơn vị Tội phạm Chiến tranh của Văn phòng Tổng Công tố Ukraine (OPG). 

### Ủy ban quốc tế điều tra về Ukraine
Vào ngày 4 tháng 3 năm 2022, Hội đồng Nhân quyền Liên hợp quốc đã bỏ phiếu 32 phiếu ủng hộ so với 2 phản đối và 13 vắng mặt để thành lập Ủy ban Điều tra Quốc tế về Ukraine, một ủy ban quốc tế độc lập gồm ba chuyên gia nhân quyền có nhiệm vụ điều tra các vi phạm nhân quyền và của luật nhân đạo quốc tế trong bối cảnh Nga xâm lược Ukraine năm 2022. 

### Nhóm điều tra chung của EU
Sau vụ thảm sát ở Bucha, EU đã thành lập Nhóm điều tra chung với Ukraine để điều tra tội ác chiến tranh và tội ác chống lại loài người. Trong khuôn khổ của Nhóm Điều tra chung, một nhóm các điều tra viên và chuyên gia pháp lý của Eurojust và Europol luôn sẵn sàng hỗ trợ các Dịch vụ Công tố Ukraine.  Vào ngày 6 tháng 4 năm 2022, Bộ trưởng Tư pháp Hoa Kỳ Merrick Garland thông báo rằng Bộ Tư pháp Hoa Kỳ đã hỗ trợ các công tố viên Eurojust và Europol trong cuộc điều tra của họ, đồng thời Bộ Tư pháp và Nhà nước cũng đang nỗ lực hỗ trợ công tố viên Ukraine. 

### Tổ chức An ninh và Hợp tác ở Châu Âu
Một báo cáo do Văn phòng OSCE về các thể chế dân chủ và nhân quyền (ODIHR) công bố vào ngày 12 tháng 4 năm 2022 cho biết mặc dù không thể đánh giá chi tiết hầu hết các cáo buộc, nhưng phái bộ đã phát hiện ra các mô hình tội ác chiến tranh rõ ràng của lực lượng Nga.  Theo Báo cáo của OSCE, nếu quân đội Nga kiềm chế các cuộc tấn công bừa bãi và không cân xứng, số thương vong dân thường sẽ thấp hơn nhiều và ít nhà cửa, bệnh viện, trường học và tài sản văn hóa bị hư hại hoặc phá hủy hơn.  Báo cáo tố cáo việc vi phạm luật nhân đạo quốc tế về chiếm đóng quân sự và vi phạm luật nhân quyền quốc tế (quyền được sống, cấm tra tấn, đối xử và trừng phạt vô nhân đạo và hèn hạ khác) hầu hết ở các khu vực thuộc quyền kiểm soát trực tiếp hoặc gián tiếp của Nga. 

### Lực lượng đặc nhiệm pháp lý quốc tế
Vào cuối tháng 3 năm 2022, Lực lượng đặc nhiệm giải trình về trách nhiệm các tội phạm đã xảy ra ở Ukraine, một nhóm luật sư quốc tế chuyên nghiệp, được thành lập để giúp các công tố viên Ukraine điều phối các vụ kiện pháp lý về tội phạm chiến tranh và các tội phạm khác liên quan đến cuộc xâm lược Ukraine năm 2022 của Nga. 

### Quyền tài phán phổ quát
Một số quốc gia, bao gồm Estonia, Đức, Latvia, Litva, Na Uy, Ba Lan, Slovakia, Tây Ban Nha, Thụy Điển và Ukraine, đã thông báo vào tháng 3 và tháng 4 năm 2022 rằng họ sẽ tiến hành điều tra tội ác chiến tranh trong cuộc xâm lược Ukraine năm 2022 của Nga theo nguyên tắc quyền tài phán phổ quát của luật nhân đạo quốc tế. 

## Phản ứng quốc tế
Trong cuộc tranh luận tại Hạ viện vào ngày 24 tháng 2 năm 2022, Thủ tướng Anh Boris Johnson nói rằng "bất kỳ ai cử người Nga vào trận chiến để giết những người Ukraine vô tội" có thể phải đối mặt với cáo buộc, so sánh Putin với Slobodan Milošević. Johnson cũng bày tỏ sự ủng hộ đối với việc thành lập một tòa án quốc tế để xét xử những thủ phạm gây ra tội ác chiến tranh trong cuộc chiến tranh này.
Vào ngày 16 tháng 3, Tổng thống Hoa Kỳ Joe Biden đã gọi Putin là tội phạm chiến tranh. Vào ngày 23 tháng 3, Ngoại trưởng Hoa Kỳ Antony Blinken thông báo rằng Hoa Kỳ chính thức tuyên bố rằng quân đội Nga đã phạm tội ác chiến tranh ở Ukraine, "dựa trên thông tin hiện có, chính phủ Hoa Kỳ đánh giá rằng các thành viên của lực lượng Nga đã phạm tội ác chiến tranh. ở Ukraine. "  Một tuần sau, Bộ Ngoại giao Hoa Kỳ đưa ra đánh giá chính thức rằng Nga đã phạm tội ác chiến tranh.  Vào ngày 12 tháng 4 năm 2022, Biden mô tả tội ác chiến tranh của Nga ở Ukraine là cấu thành tội ác diệt chủng.  Ông nói thêm rằng Putin "đang cố gắng xóa bỏ ý tưởng một người có thể là người Ukraine". 
Vào ngày 3 tháng 4 năm 2022, Bộ trưởng Ngoại giao Pháp Jean-Yves Le Drian đã mô tả các vụ lạm dụng của lực lượng Nga tại các thị trấn của Ukraine, đặc biệt là Bucha có thể là tội ác chiến tranh.  Vào ngày 7 tháng 4, Tổng thống Pháp Emmanuel Macron đã mô tả các vụ giết người được cho là ở thị trấn Bucha của Ukraine là "rất có thể là tội ác chiến tranh". 
Đại hội đồng Liên hợp quốc đã bỏ phiếu vào ngày 7 tháng 4 năm 2022 để đình chỉ Nga tham dự Hội đồng Nhân quyền Liên hợp quốc vì "những vi phạm và lạm dụng nhân quyền một cách toàn diện và có hệ thống". 